# Torà (llei jueva)
|  | Per a altres significats, vegeu «Torà (desambiguació)». |

La Torà (de l'hebreu, תּוֹרָה, transl. Torah) és el text que conté la llei i el patrimoni identitari del poble israelita; constitueix la base i el fonament del judaisme.
El terme prové de l'arrel hebrea י־ר־ה (Y-R-H), que significa "emprendre" i es troba etimològicament lligat a les nocions de llei, ensenyament i instrucció.
Per al judaisme, la Torà és la Llei. Segons la tradició comuna al judaisme i al cristianisme, la Torà involucra la totalitat de la revelació i ensenyament divina atorgada al Poble d'Israel. Atesa la importància de Moisès en aquest procés, les dues denominacions de vegades es refereixen a la torá com la Llei de Moisès, la llei mosaica, i fins i tot llei escrita de Moisès: atès que en el judaisme, la Torà comprèn tant la tradició llei escrita com la llei oral. Això no és arbitrari, ja que el seu sentit estricte, el terme Torà es refereix específicament als cinc primers llibres bíblics, el Pentateuc, el qual es coneix també com els cinc llibres de Moisès. En hebreu se'ls anomena Khamixà Khumxei Torà (חֲמִשָּׁה חֻמְּשֵׁי תּוֹרָה- "Els Cinc Cinquens de la Torà"); més habitualment s'empra la forma abreujada d'aquesta expressió i se'ls diu i coneix llavors com el Khumaix (חֻמָּשׁ- "Cinquè").
En el seu sentit més ampli, quan el terme Torà implica tots els llibres de la Bíblia hebrea, els israelites solen denominar-lo "Tanakh" (תַּנַ"ךְ). Es tracta d'un acrònim per designar els 24 llibres de la Bíblia hebrea. l'esmentat acrònim és format per quatre consonants, T-a-N-a-KH, que són al seu torn les inicials dels termes hebreus que designen les tres seccions que formen la Bíblia hebrea: T de Torà (Pentateuc), N de Neviïm (Profetes) i Kh de Khetuvim (Escrits).

## Llibres
Els cinc llibres de la Torà o Pentateuc són els següents:
- Gènesi -  Berexit  (בְּרֵאשִׁית), "En el començament"
- Èxode -  Xemot  (שְׁמוֹת), "Noms"
- Levític -  Vayikrà  (וַיִּקְרָא), "I va cridar"
- Nombres - Bemidbar (בְּמִדְבַּר), "En el desert"
- Deuteronomi - Devarim  (דְּבָרִים), "Paraules" / "Coses" / "Lleis".[9]

Tant la Torà com el Tanakh constitueixen allò que els cristians anomenen "Antic Testament".Finalment, els jueus utilitzen la paraula Torà per referir-se també a la Mixnà, la llei oral, que va ser desenvolupada durant segles i fou compilada en el segle ii per Yehudà ha-Nassí.

## Tradició jueva i Torà

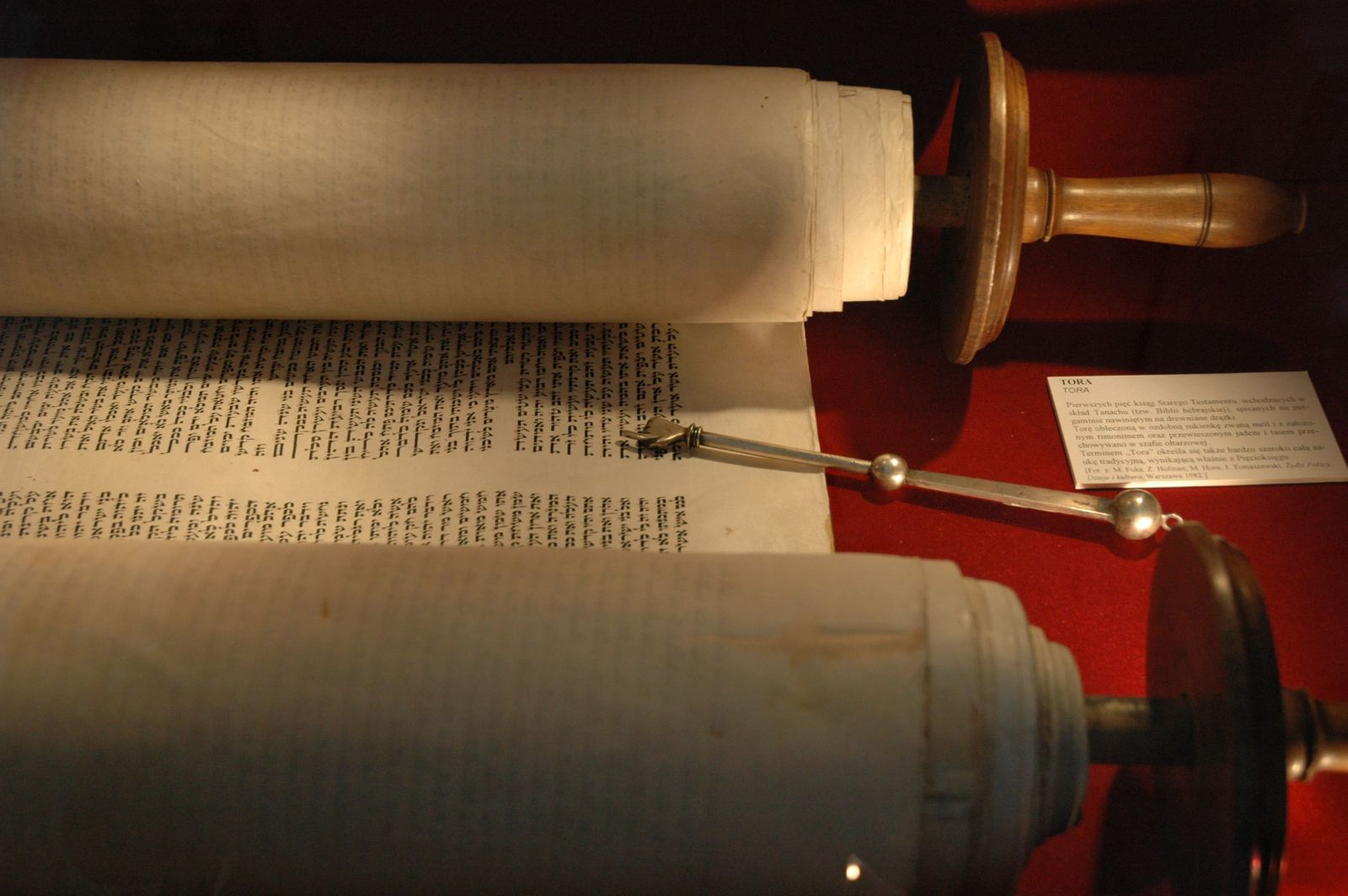
Rotlle de la Torà obert per a la seva lectura durant servei litúrgic en una sinagoga. El punter de plata és per seguir el text durant la lectura del text en hebreu, que és de dreta a esquerra.

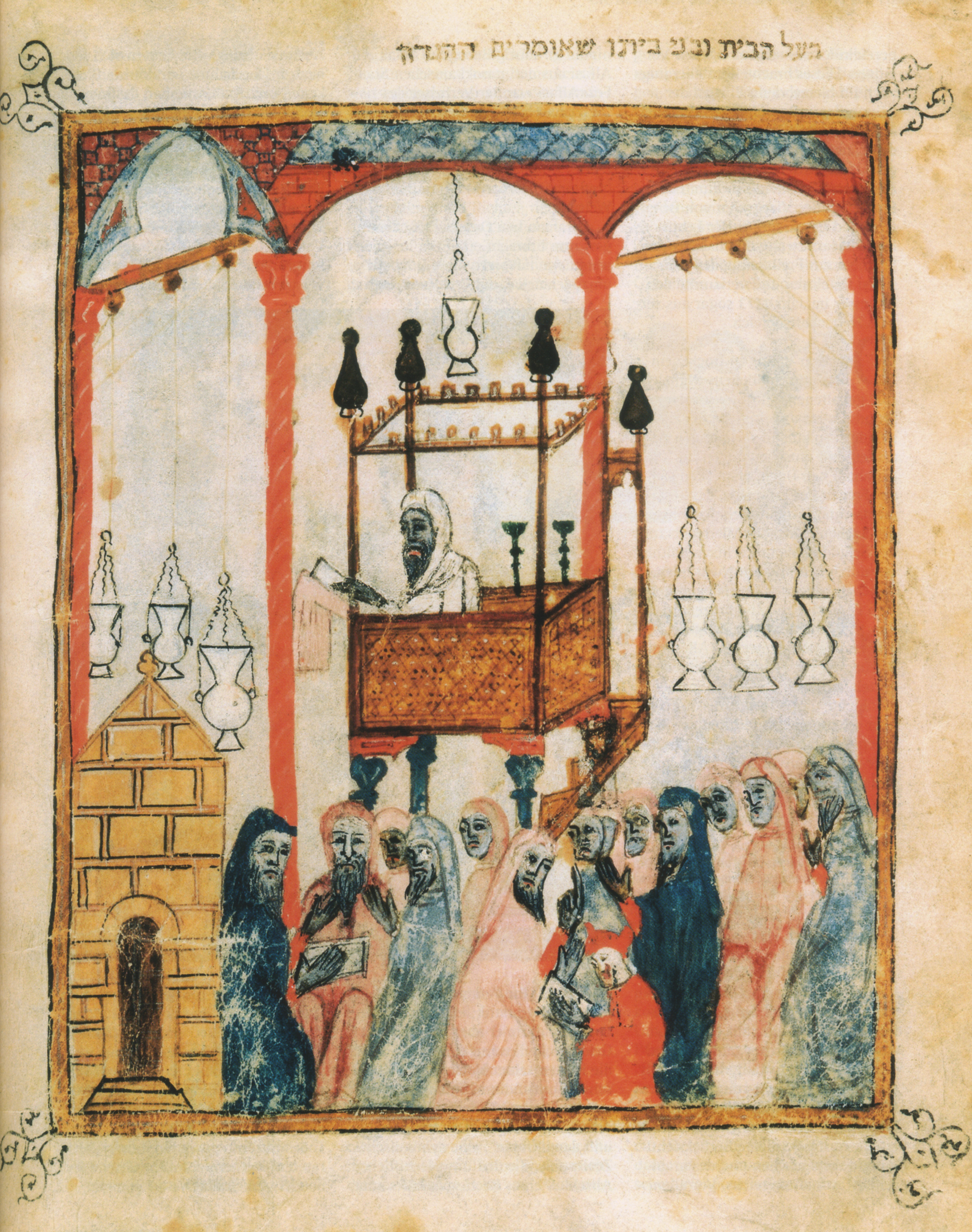
Lectura de la Torà en una sinagoga sefardita.
Miniatura per la Hagadà de Barcelona, Catalunya, 1350. Manuscrit sefardita miniat per a Pessah.

Segons la tradició hebrea, els cinc llibres del Pentateuc van ser escrits per Moisès, qui va rebre la revelació directament de Déu en el Mont Sinaí, per la qual cosa es defineix com la "instrucció donada per Déu per al seu poble, a través de Moisès". Tot i que els autors rabínics difereixen en els detalls, la doctrina ortodoxa del judaisme sosté que la totalitat de la Torà prové directament de la inspiració divina, i que per tant tots els detalls del text -des del lèxic fins a la puntuació - són significatius. D'acord amb aquesta doctrina, l'escriptura dels rotllos que s'utilitzaran a efectes de culte està subjecta a normes summament estrictes; 1 escriba ritual, familiaritzat amb les prescripcions pertinents, està a càrrec de la tasca.
En diverses parts de la Bíblia es troben cites que indiquen que Moisès va escriure la Torà, per exemple: 2 Cr 25:4, 1 Reis 2:3, Esdres 6:18, Joan 5:46-47, Fets 15:21 A més d'allò que està escrit a la Bíblia, és probable que Moisès hagi rebut el que va escriure en Gènesi i part d'Èxode, mitjançant la tradició oral de 6 baules:
1. Adam: Va viure fins als 233 anys de Matusalem i fins als 51 anys de Lèmec;
2. Matusalem: Va viure fins als 98 anys de Sem;
3. Sem: Va viure fins als 50 anys de Jacob;
4. Jacob: Va viure fins als 60 anys de Leví i fins aproximadament els 18 o 20 anys de Quehat; 5. Leví: Va viure aproximadament fins als 77 anys d'Amram;
6. Amram: Pare de Moisès.
Tota la doctrina religiosa del judaisme es deriva, directament o indirectament, de la Torà. Les fonts clàssiques, però, ofereixen diverses versions sobre el text. La hipòtesi maximalista indica que la totalitat del text de la Torà és una transcripció directa, lletra per lletra, feta per Moisès de la revelació divina rebuda al Sinaí; això inclouria encara els fragments posteriors a Dt 32:50-52 que relata la mort de Moisès, que li hauria estat anunciada anticipadament per Déu. Altres fonts consideren que la revelació va tenir lloc gradualment, i que si bé el text és d'origen diví, la redacció és humana. Finalment, altres autors consideren que després de la mort de Moisès, altres profetes divinament inspirats van completar el text.

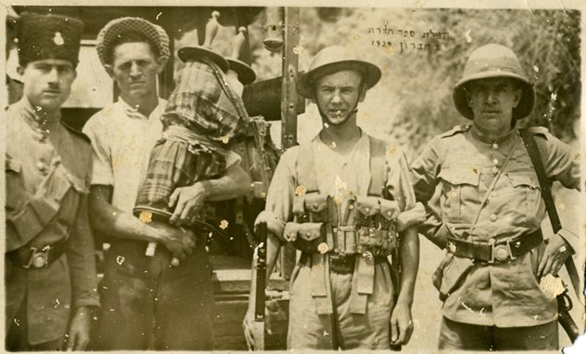
Transport de rotllo de Torà, 1929.
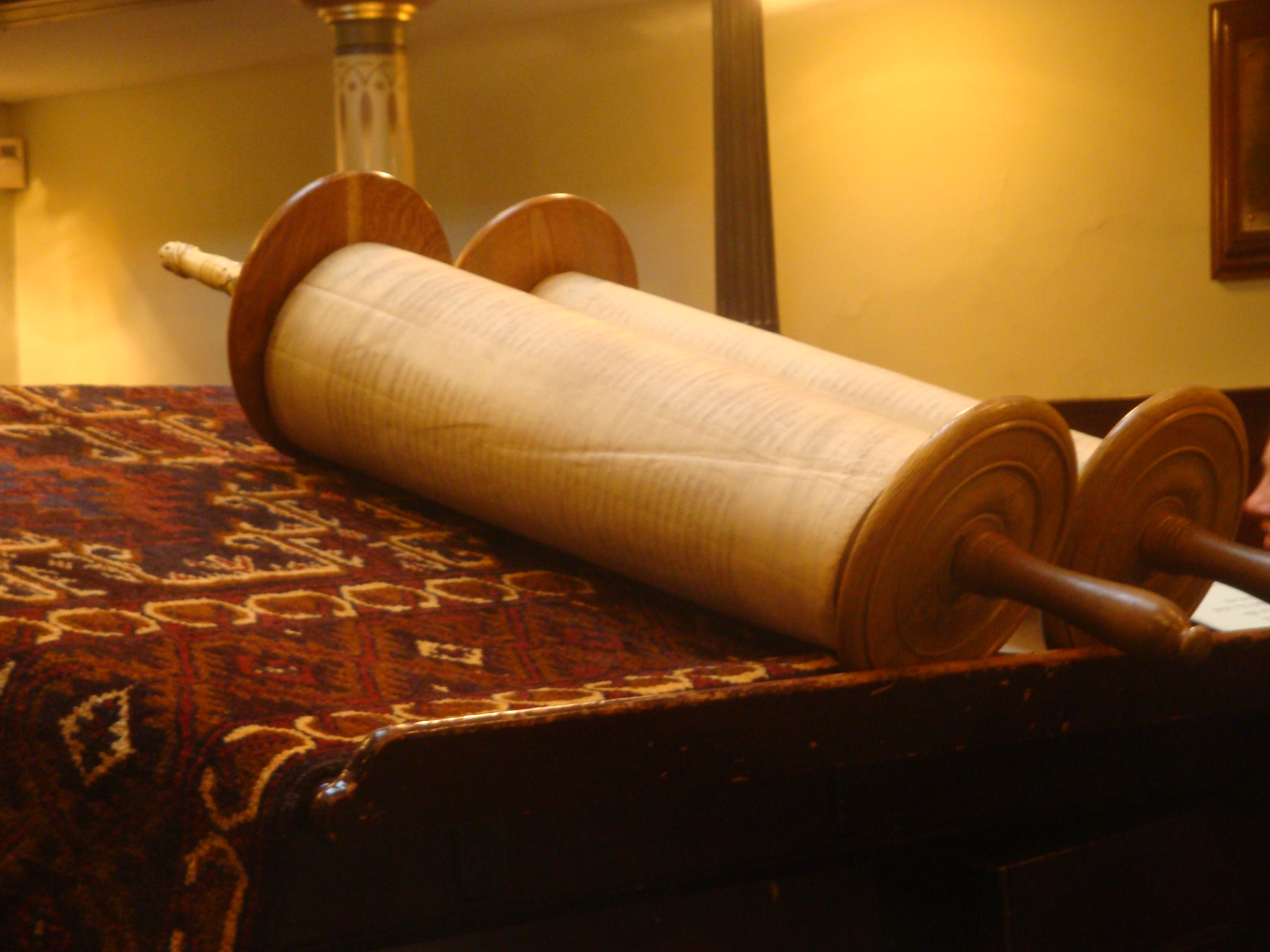
Rotlle de Torà. Per al creient jueu, el text que conté és sant.
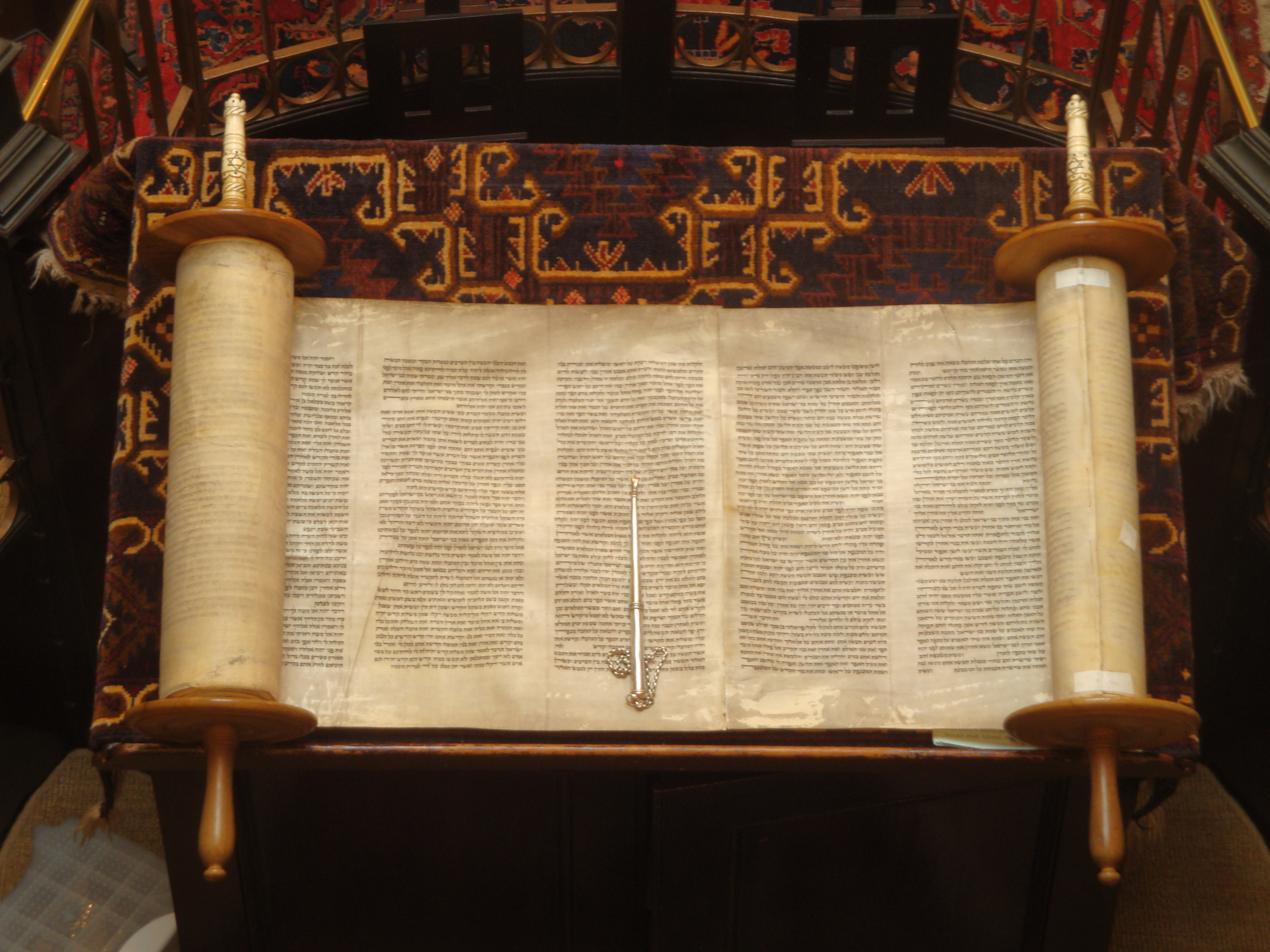
Rotlle de Torà, obert, i amb punter de plata.
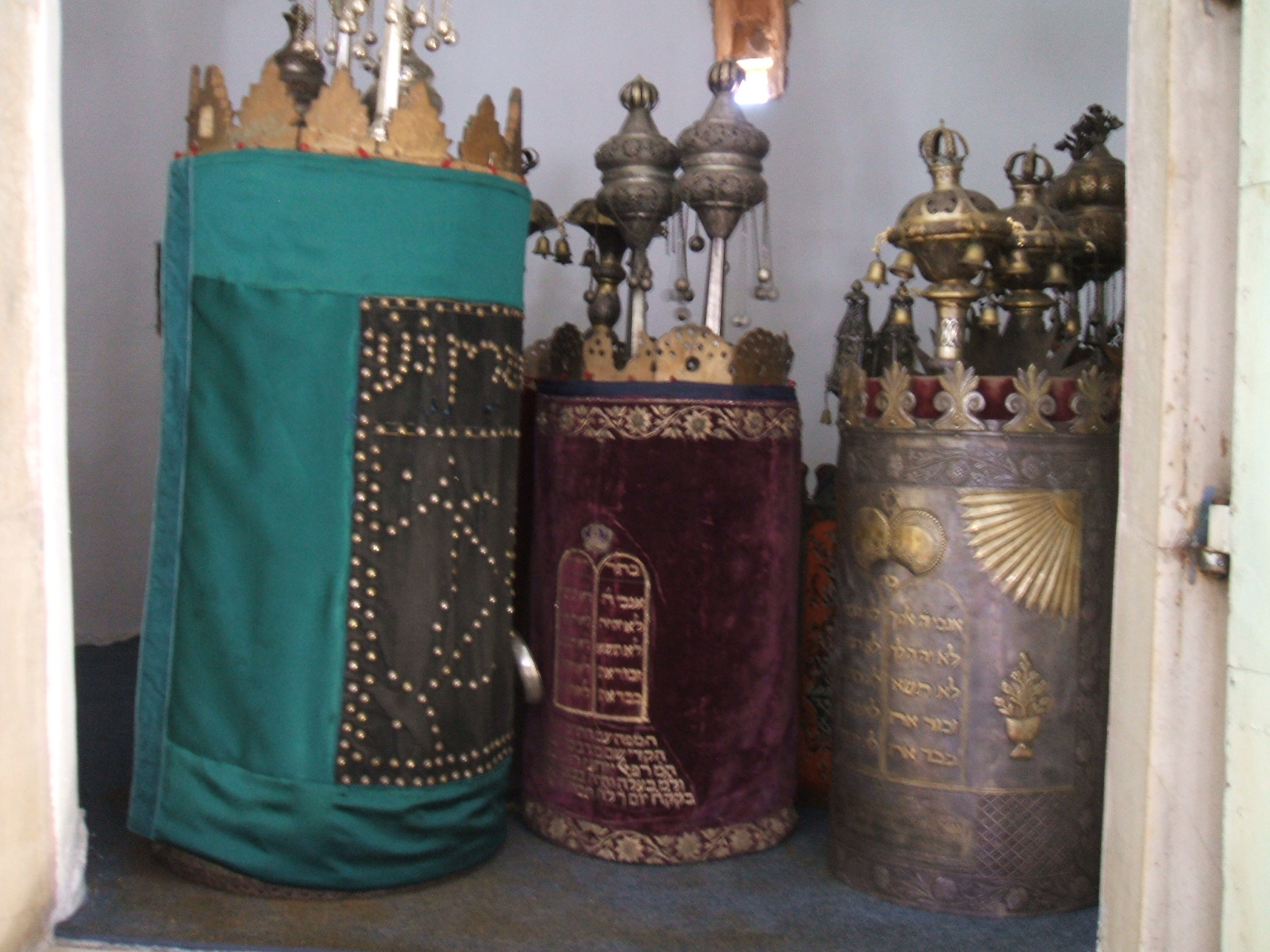
Rotlles de Torà. Sinagoga de Ioannina, Grècia
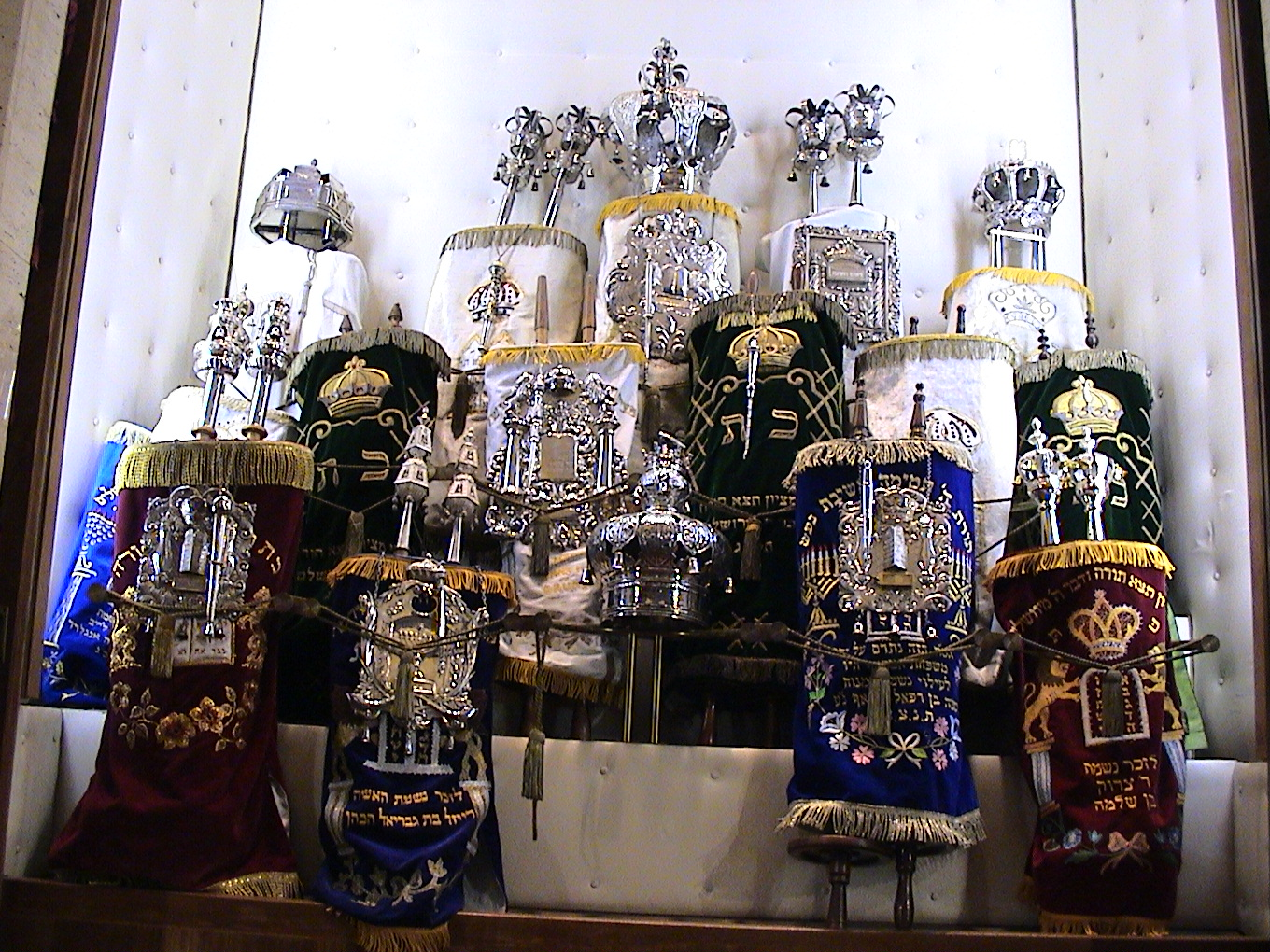
Rotlles de Torà. Sinagoga de la Ciutat de Luxemburg
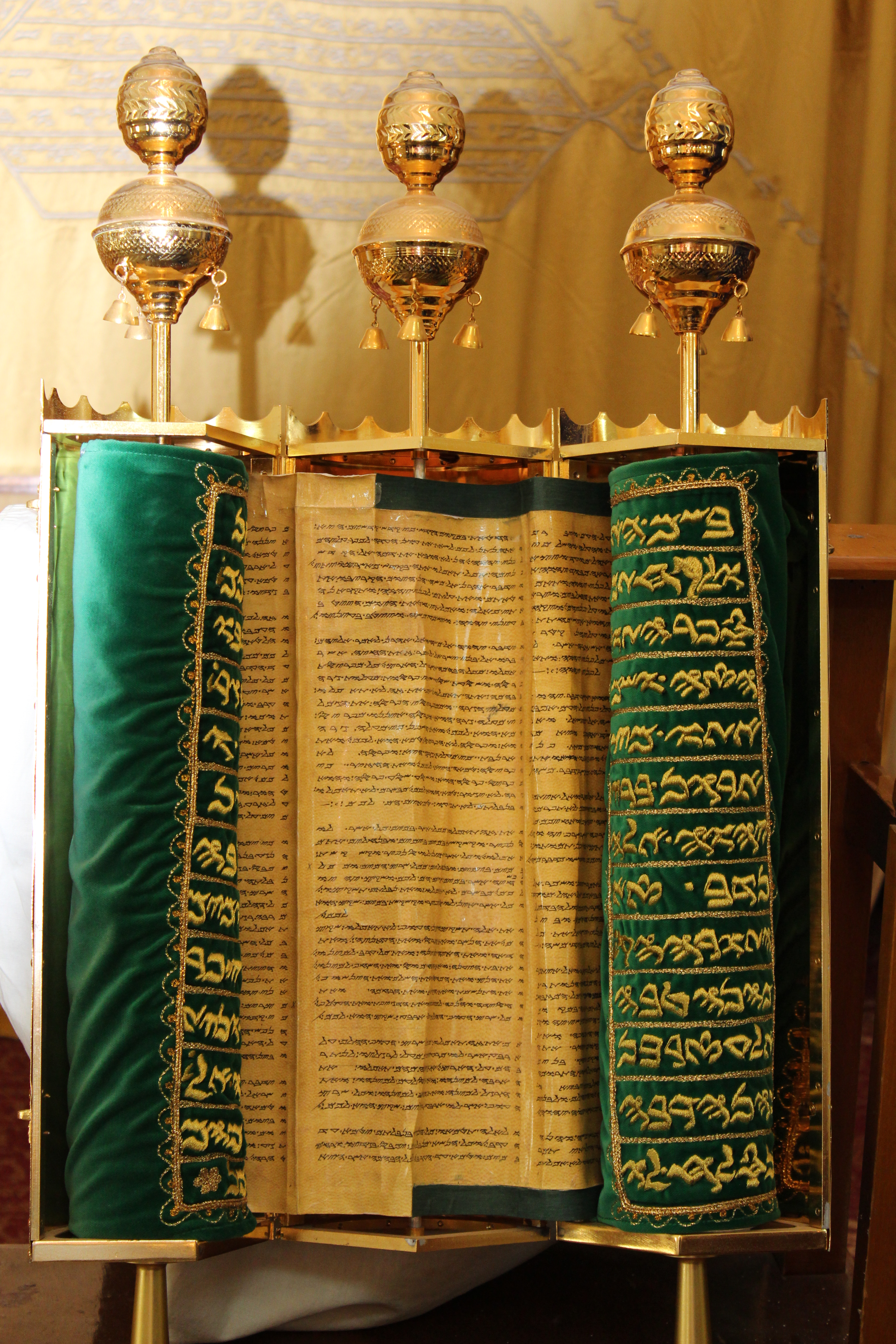
Rotllo del Pentateuc samarità. Mont Gerizim, 2013
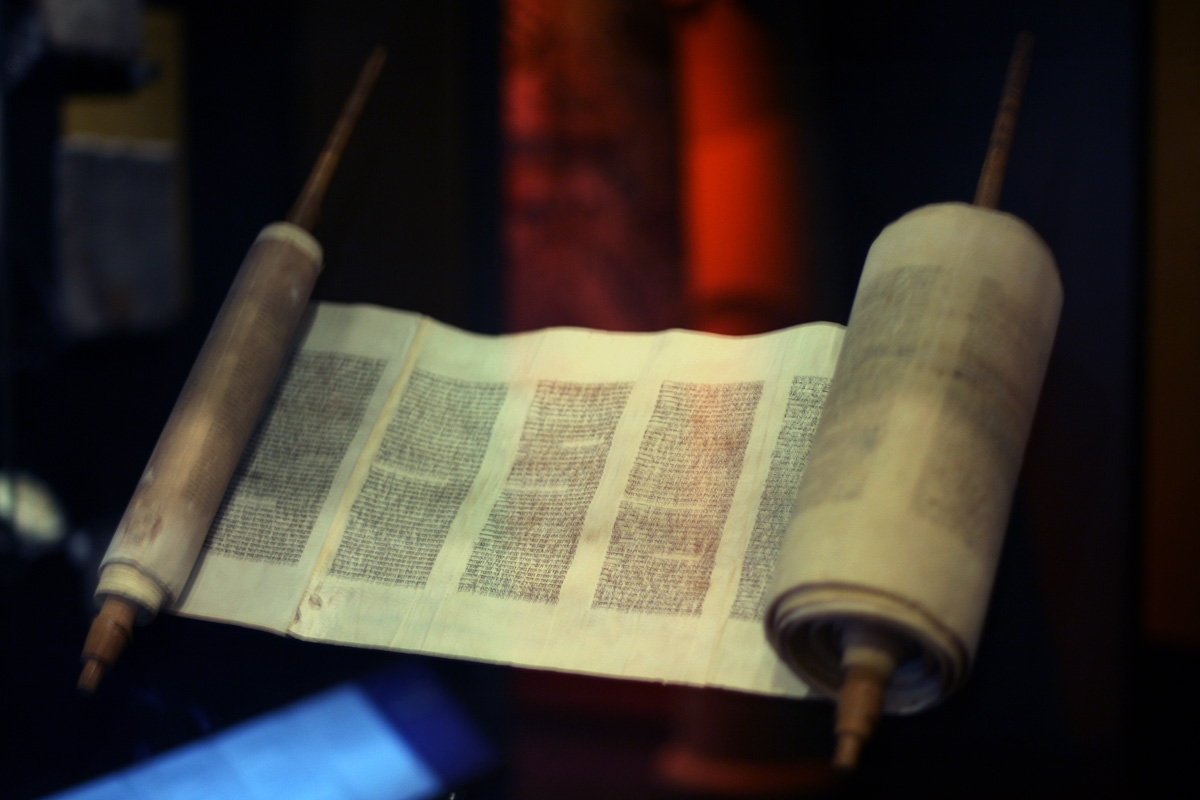
Rotllo de la Torà, originari de Ionnina, Grècia, c. 1850.
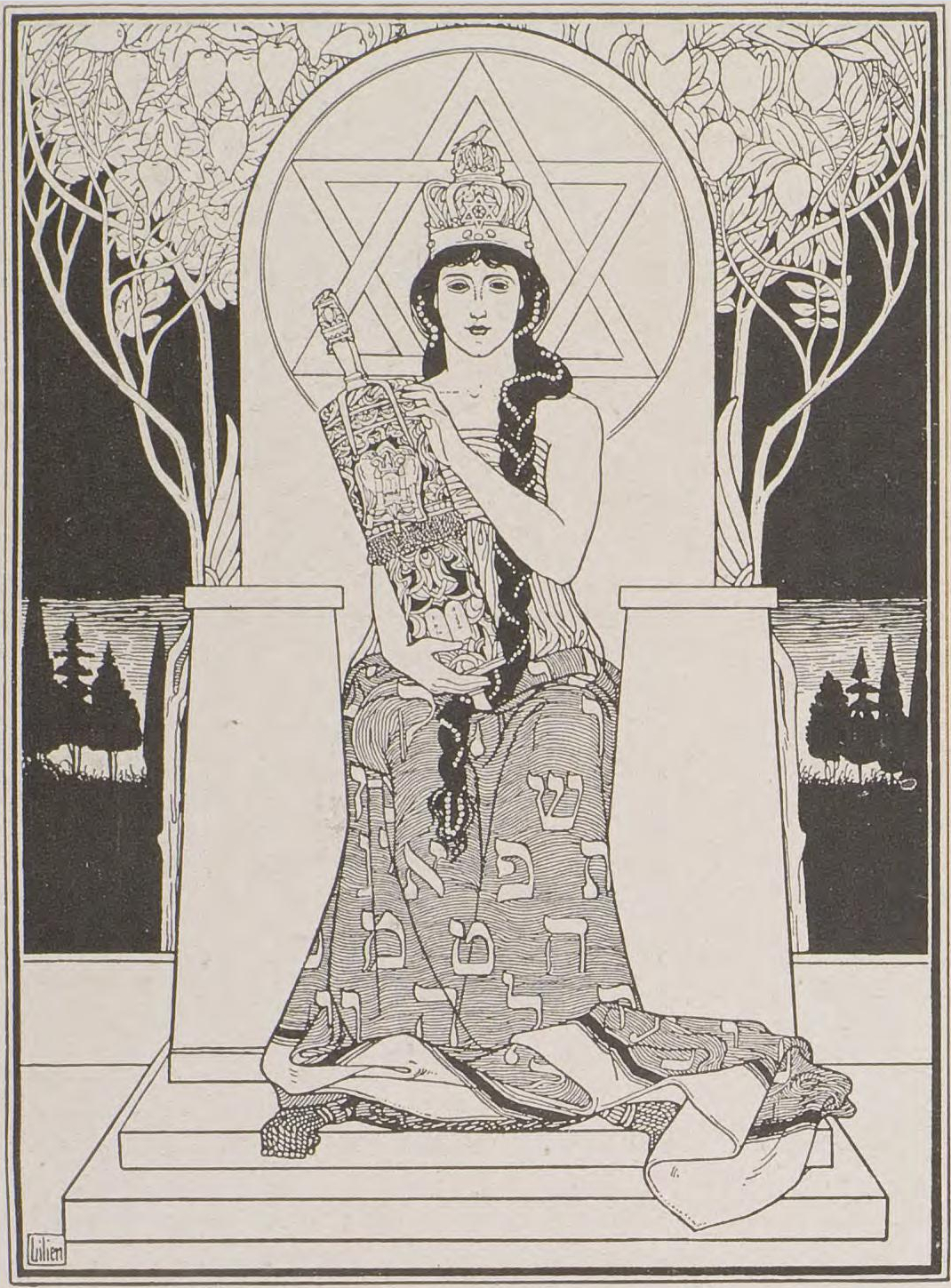
La reina del Sàbat o La fe hebraica amb la Torà. Ephraim Moses Lilien, 1900-1.

### Textos sagrats del judaisme
Si bé la Torà constitueix el nucli de la revelació divina, aquesta conté altres llibres. Els jueus consideren d'origen diví els Neviïm o llibres dels profetes:
- Josuè,
- Jutges,
- Samuel,
- Reis (1 Reis, 2 Reis)
- Isaïes,
- Jeremies,
- Ezequiel

Els dotze profetes menors:
- Osees,
- Joel,
- Amós,
- Obadià,
- Jonàs,
- Miquees,
- Nahum,
- Habacuc,
- Sofonies,
- Ageu,
- Zacaries i
- Malaquies

I els Ketuvim o llibres dels escrits:
- Llibre dels Salms,
- Job,
- Proverbis,
- Rut,
- Càntic dels Càntics,
- Eclesiastès,
- Lamentacions,
- Ester,
- Daniel,
- Esdres i Nehemies i
- Cròniques (I Cròniques i II Cròniques).

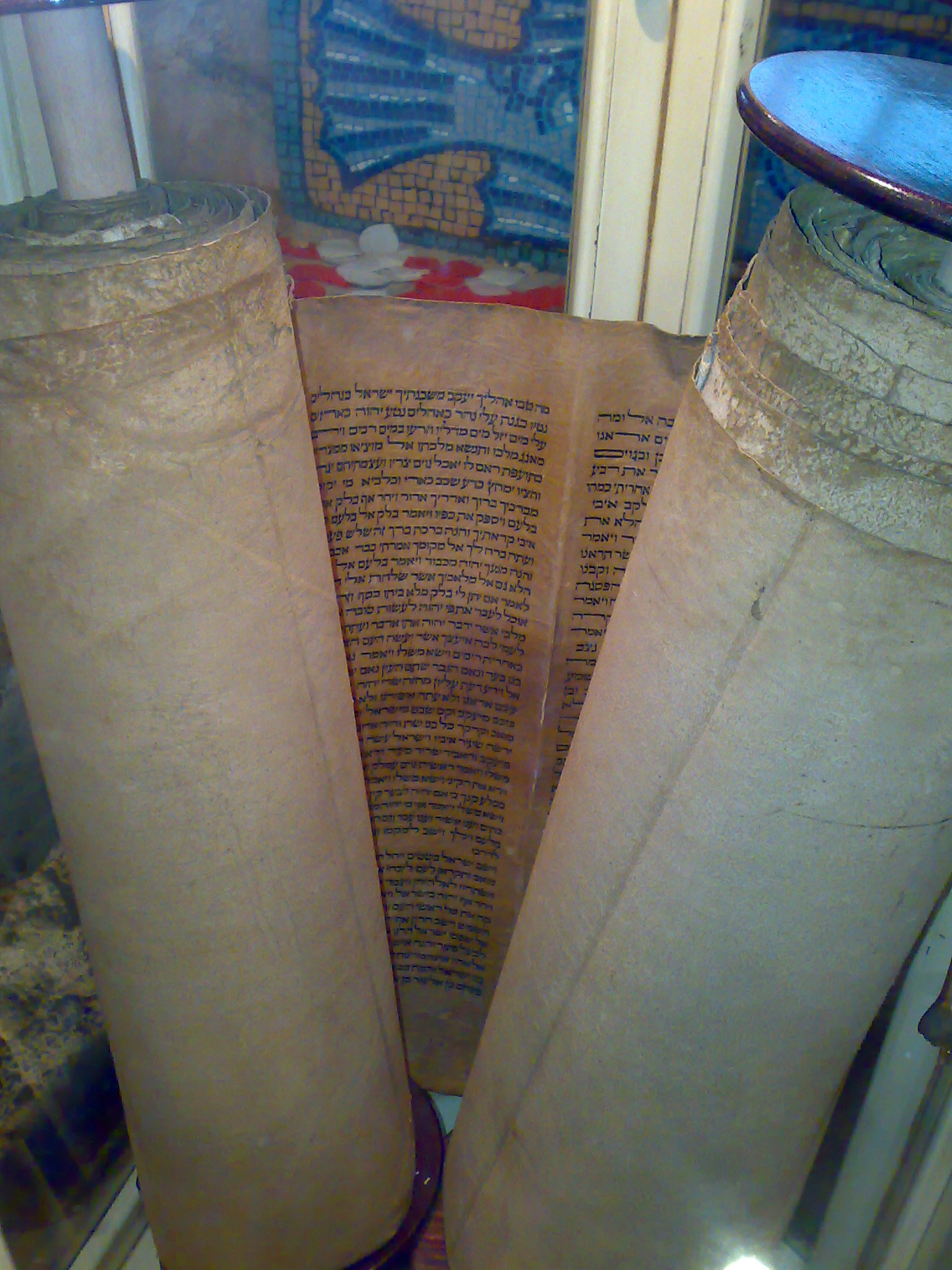
Torà diverses vegades centenària exposada a la Sinagoga Shlomo Ben Adret, Associació Call de Barcelona.

El conjunt d'aquests quatre llibres constitueix el Tanakh, al qual antigament es coneixia com a Mikrà  (lectura). Aquests llibres formen les Sagrades Escriptures del judaisme i és per això que en hebreu se'ls anomena Kitvei Ha-Kodeix (Escrits de la Santedat) i també Sifrei Ha-Kodeix (Llibres de la Santedat).
A més dels llibres enumerats, el judaisme ortodox sosté que juntament amb els escrits, el poble d'Israel va rebre també la revelació oral, que ha estat transmesa de generació en generació com a part inalienable de la tradició jueva. És a partir de les indicacions i aclariments de la tradició oral, afirma, que s'han d'interpretar les ambigüitats i dificultats del text bíblic. La llei oral es va codificar i va registrar per primera vegada al segle iii, per evitar que es perdés durant la Diàspora; el rabí Judà Hanassí va redactar el primer comentari sobre la interpretació de la llei, compendi al que es coneix com a Mixnà; ho va fer a partir dels ensenyaments dels tanaïm , els estudiosos de la tradició oral.
Al seu torn, el contingut de la Mixnà va ser objecte de debat, discussió i comentari per part dels estudiosos de les comunitats jueves a Israel i Babilònia; el resultat d'aquestes discussions va donar lloc a nous volums de comentaris, anomenats Guemarà. Juntament amb la Mixnà, aquests volums constitueixen el Talmud, la recopilació de la tradició rabínica. Àdhuc els jueus no ortodoxos segueixen, en nombrosos punts importants, les interpretacions del text bíblic abocades en el Talmud; l'única excepció la constitueixen els caraïtes, una secta clàssica que es regeix únicament pel contingut literal de la Torà.

## Nivells d'interpretació
A nivell religiós, dins del judaisme, la Torà té quatre nivells o maneres de ser interpretada, les quals s'anomenen: Peixat, Rémeth, Deraix y Sod. Amb les inicials d'aquestes quatre paraules es forma la paraula Pardés, literalment, "hort d'arbres fruiters" (el paradís, per als cabalistes)
1. Peixat: el nivell d'interpretació que atén al sentit literal del text, tal com les paraules són enteses en la vida diària de la gent.[16]
2. Rémeth: atén al sentit al·legòric del text bíblic, les quals fan al·lusions a coses que les persones poden comprendre.[16]
3. Deraix: és el nivell d'interpretació que atén al sentit interpretatiu de l'escriptura sagrada, de la qual es deriven les reglamentacions i lleis de la tradició jueva. Per aconseguir aquest objectiu, s'utilitzen mètodes com ara les referències, les comparacions entre paraules i versicles bíblics, i fins i tot les analogies.[16]
4. Sod: és el mètode místic d'interpretació, del qual deriva la càbala, i que busca un sentit ocult en el text sagrat, el qual només podria trobar-se amb l'estudi dels textos originals en les seves llengües originals.[16]

## Ús ritual de la Torà
Les lectures de la Torà són una part important de la majoria de les cerimònies religioses del judaisme. A la sinagoga, els rotllos en els quals estan escrits aquests llibres són custodiats respectuosament a l'interior d'un compartiment especial, orientat cap a Jerusalem, anomenat Aaron Hakodeix (literalment 'Cofre Sagrat', encara que no sigui sagrat en si, sinó pel que conté). En presència d'un rotllo de la Torà, els jueus homes han de portar el cap cobert.
Els rotllos de la Torà són trets per a la seva lectura. La lectura pública de la Torà segueix una entonació i dicció, prescrites ritualment, summament complexes; per això, és normalment un cantor o hazàn professional qui la duu a terme, si bé tots els homes jueus majors d'edat tenen dret a fer-ho. Un cop llegit, el rotllo torna a guardar-se reverentment. La lectura setmanal de la Torà es denomina paraixà haixavua -secció de la setmana- o sidra, i aquesta abasta tot el Pentateuc subdividit en tantes setmanes com té l'any jueu. Tots els integrants del Poble d'Israel estudien en la mateixa setmana la mateixa secció, la qual cosa ha de generar un clima d'unió i afecte entre els que segueixen la religió jueva.

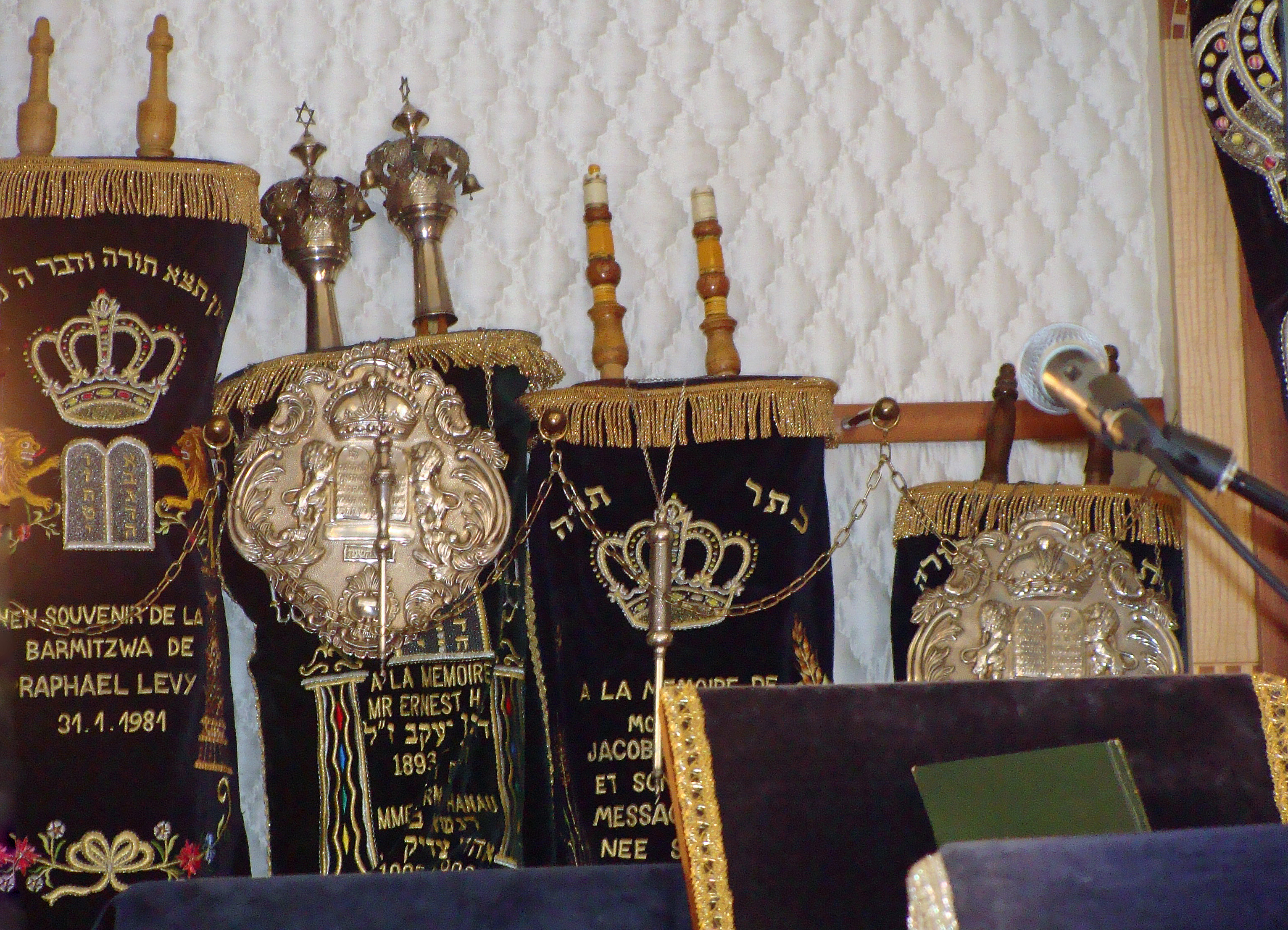
Quatre rotllos de Torà pertanyents a la Sinagoga Sant-Avold, França.
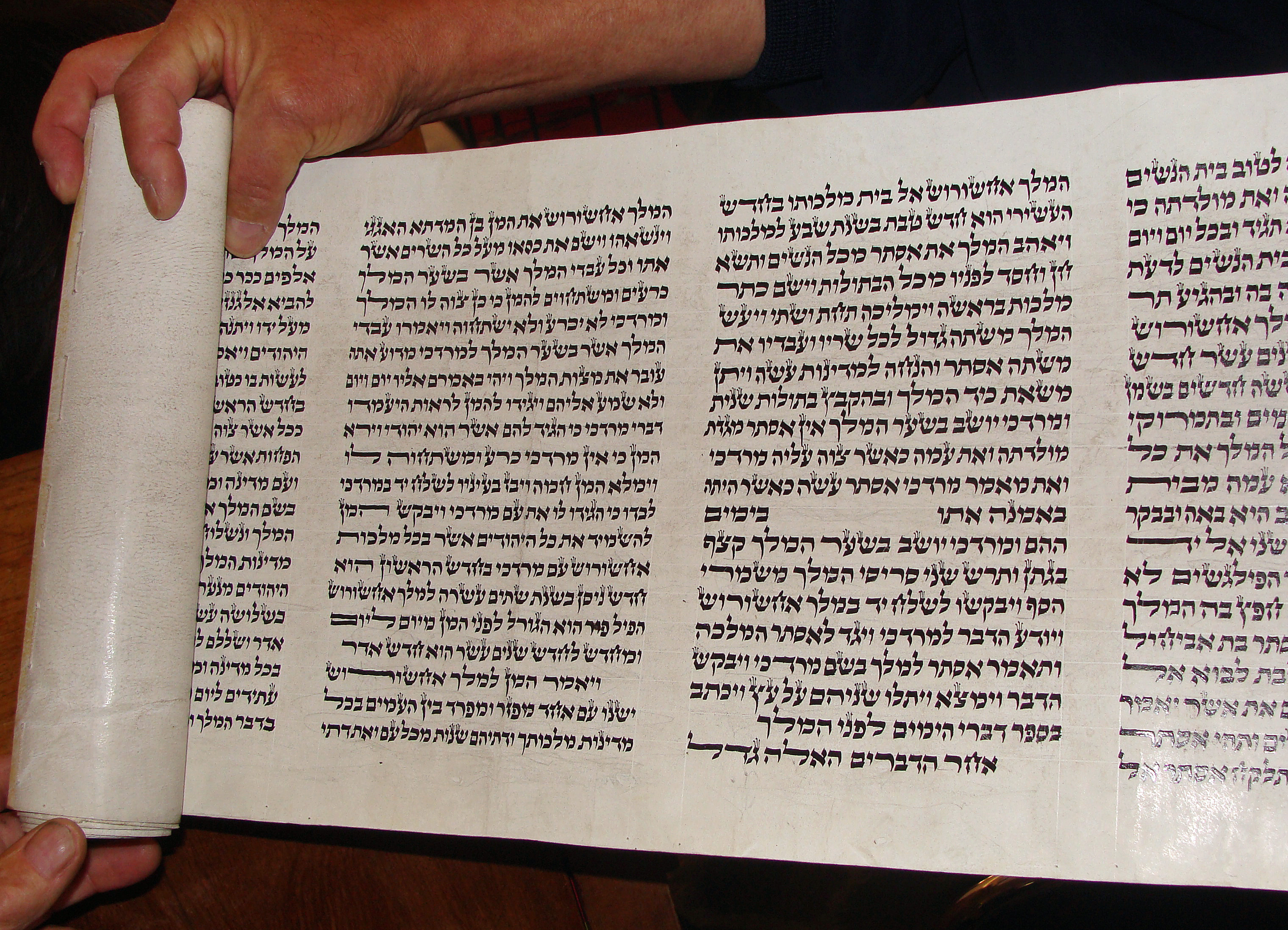
Obertura d'un dels rotllos de la Torà.
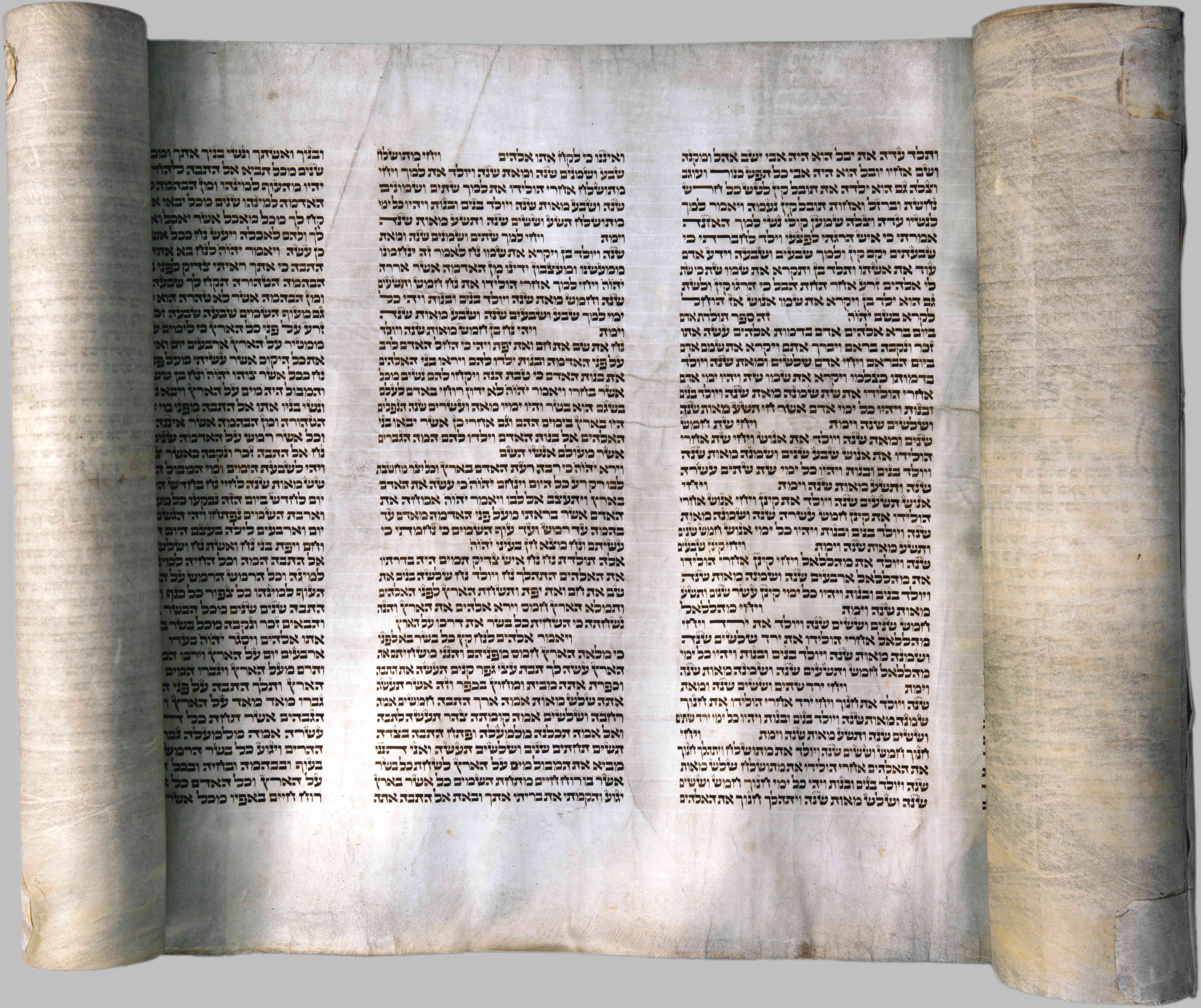
Aspecte de la Torà un cop ja oberta i llesta per ser llegida. Aquest exemplar del segle xviii, pertany a la Biblioteca Nacional de Belarús.
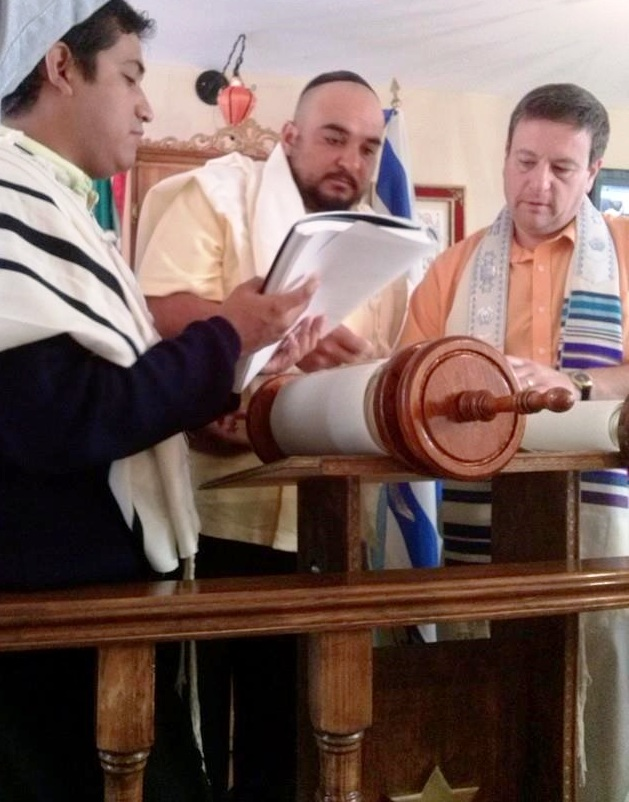
Lectura de la Torà durant el sàbat a la Sinagoga Brit Brajá.
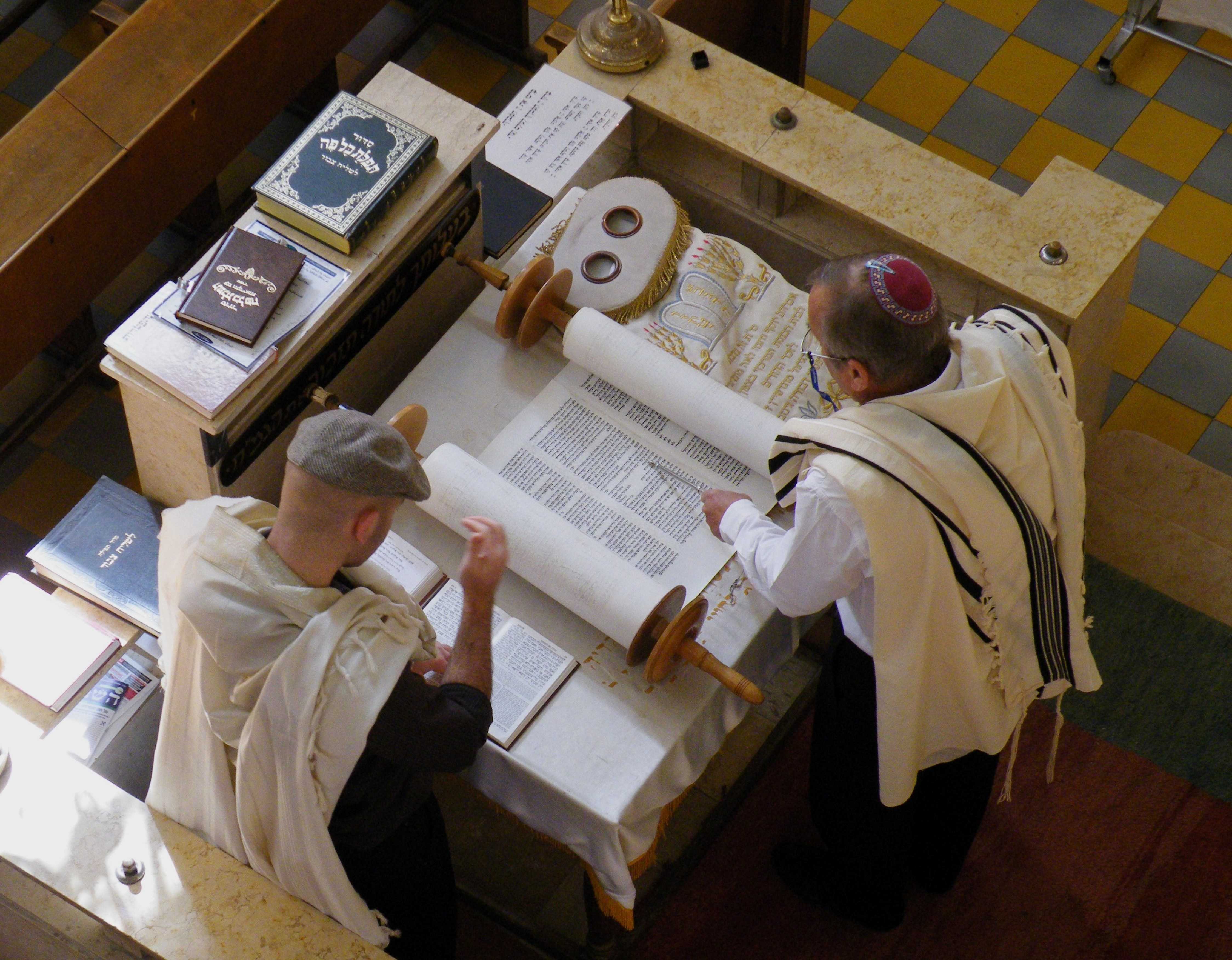
Lectura de la Torà segons el ritu asquenazita. Sinagoga Aish, Tel-Aviv
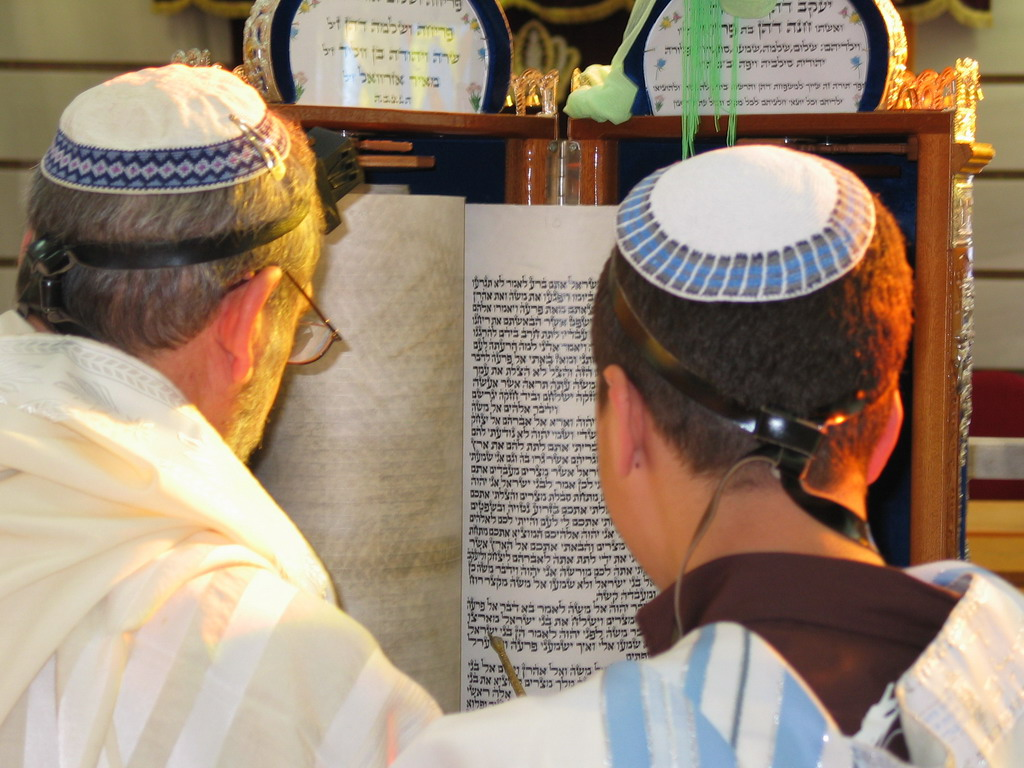
Lectura de la Torà segons el ritu sefardita. Sinagoga a Ascaló, Israel
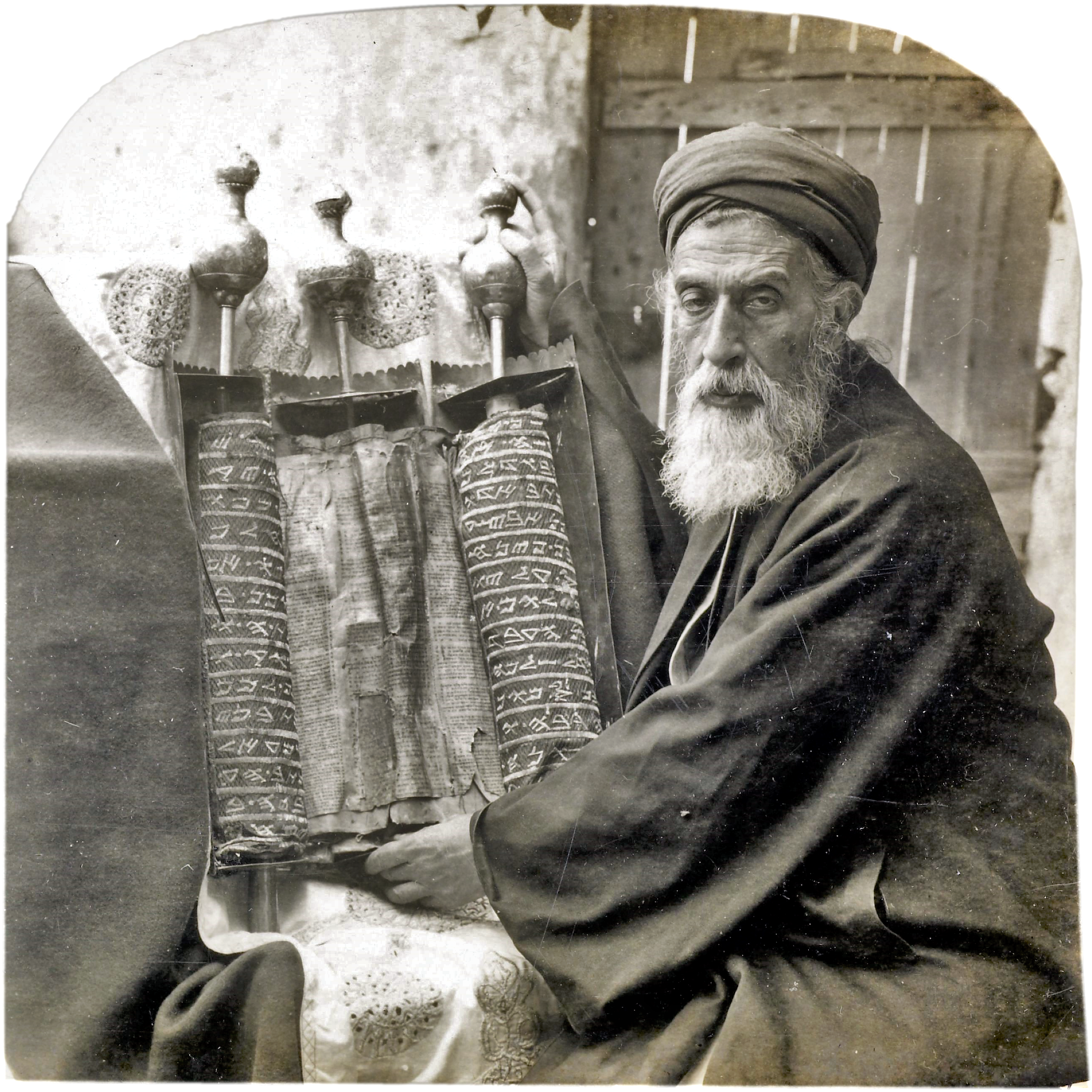
Summe sacerdot samarità amb un rotllo mil·lenari del Pentateuc, Nablus, 1905.
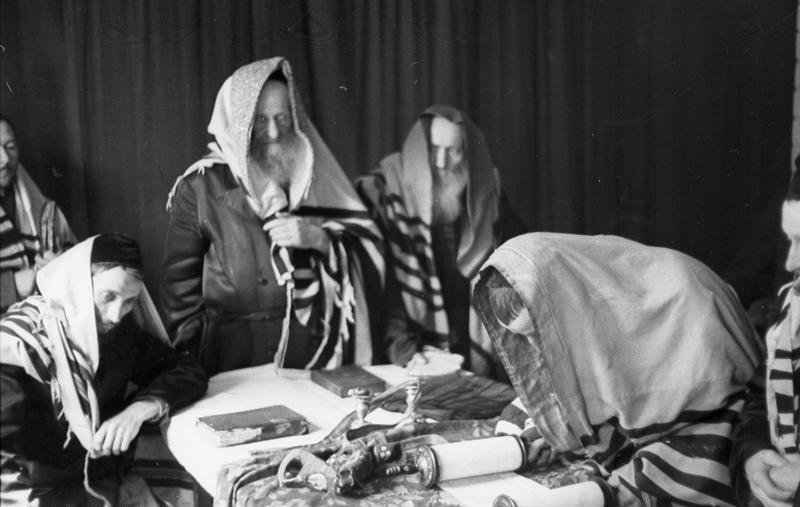
Observant israelita llegint la Torà al gueto de Varsòvia, 1942.
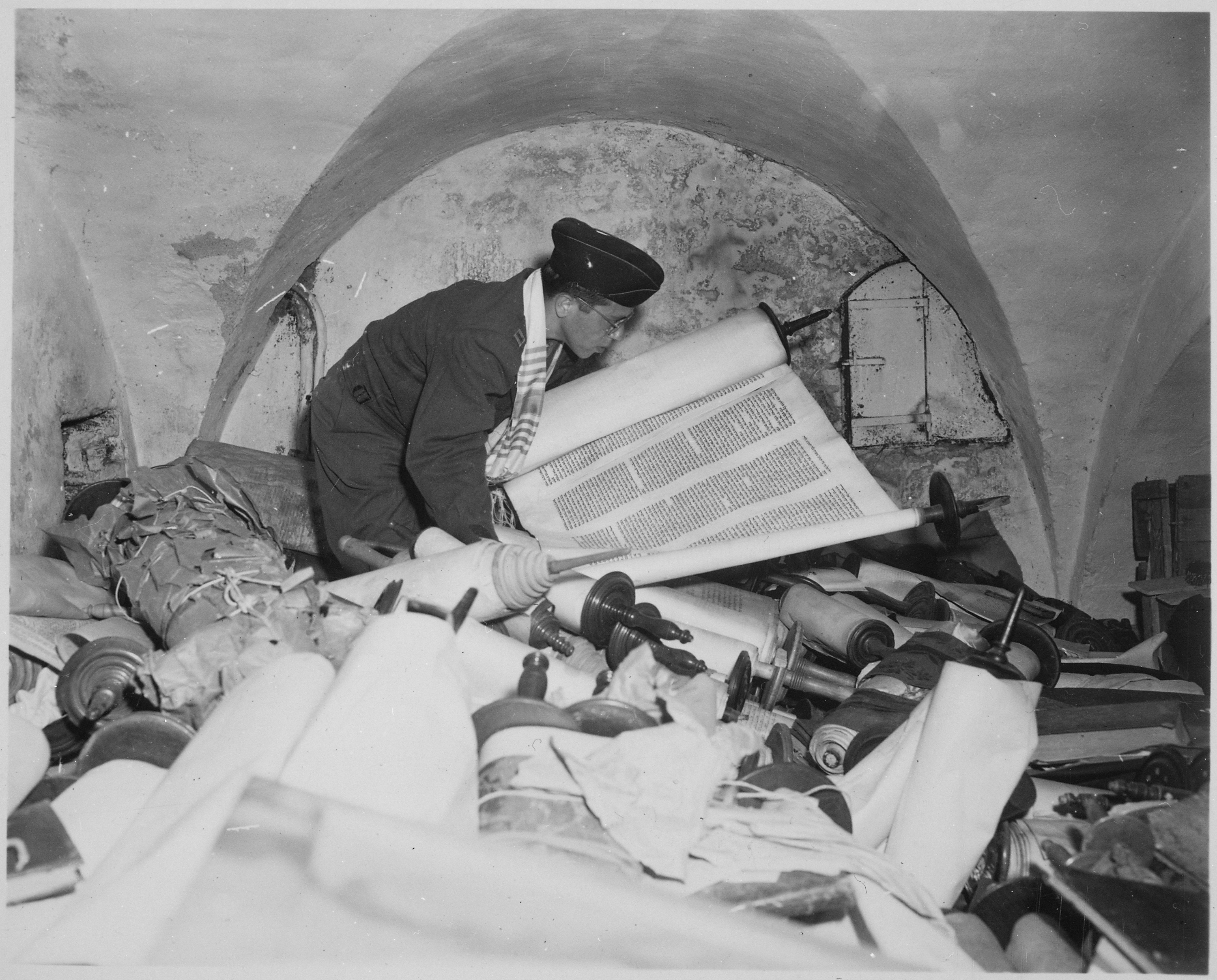
Samuel Blinder examina un dels centenars de rotllos de la Torà espoliats de sinagogues europees durant la Xoà, Berlín, 1945.
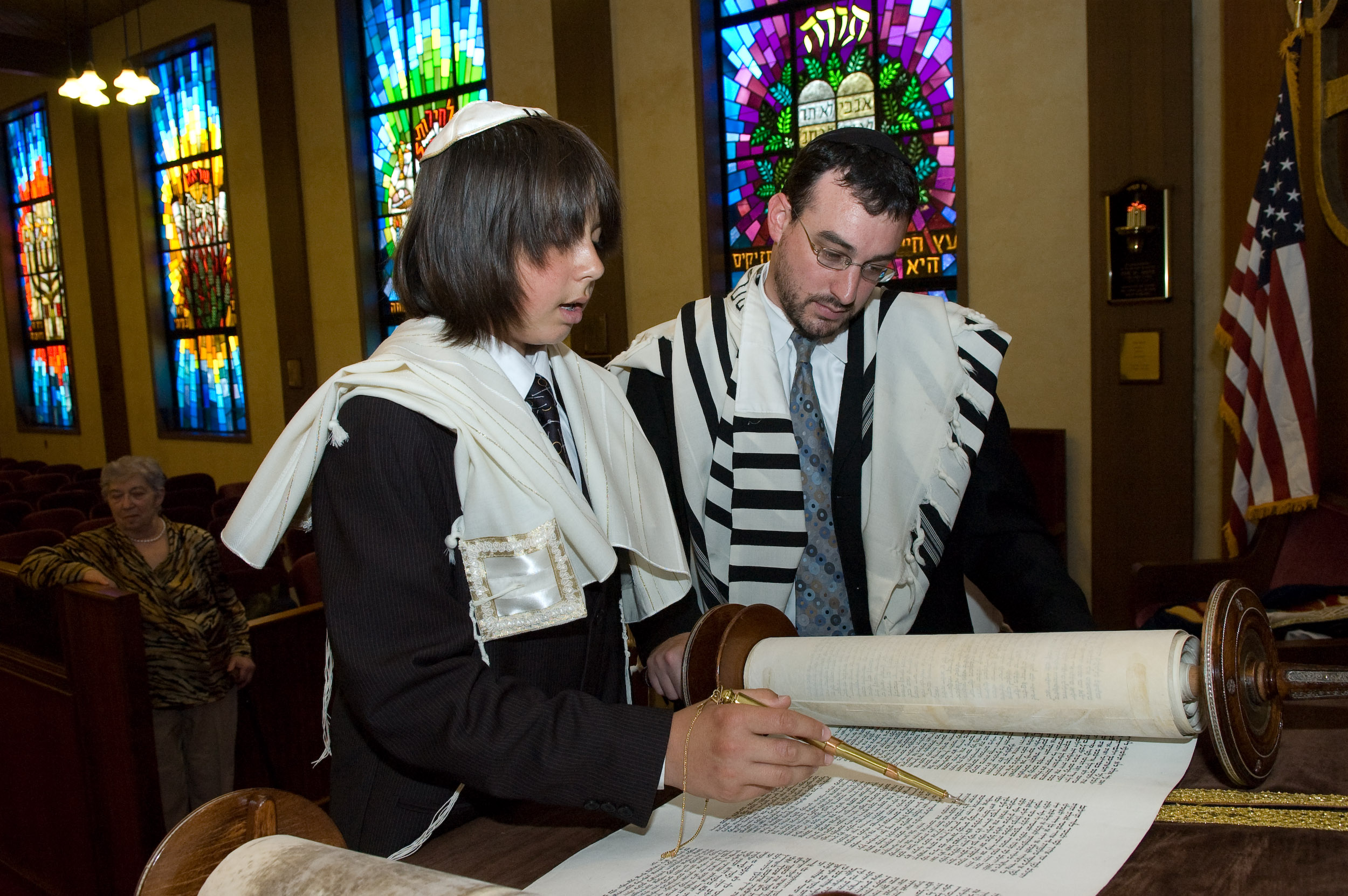
Jove de tretze anys llegint la Torà durant el seu Bar mitsvà en una sinagoga nord-americana, 2008
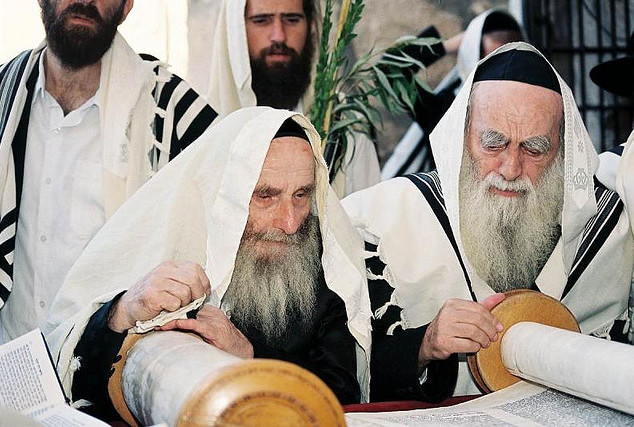
Rabins llegint la Torà davant el Kotel durant la pregària matinal de Sukkot, 2011.
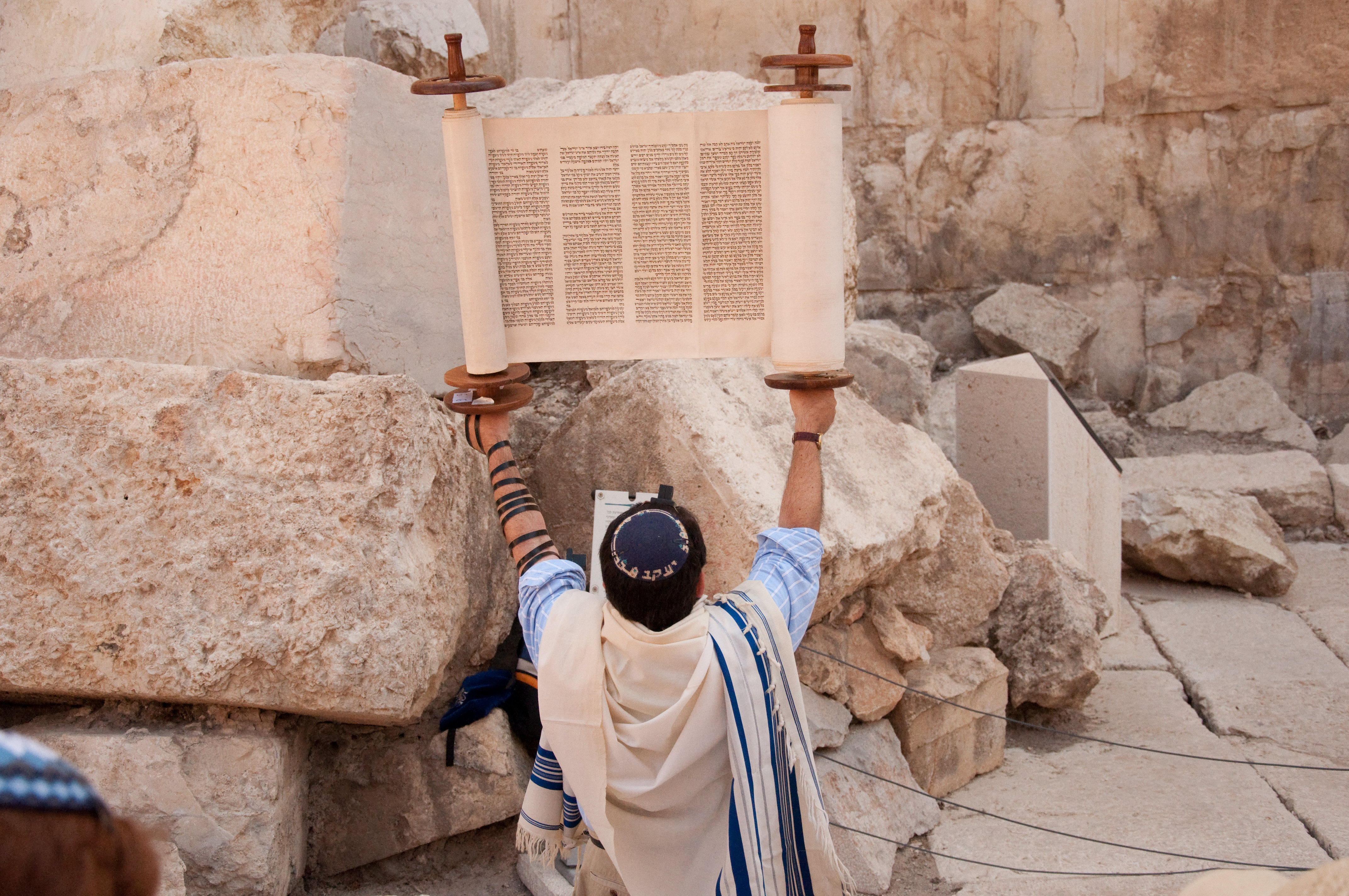
Benedicció amb presentació de la Torà.

## Objecte litúrgic, preservació i embelliment

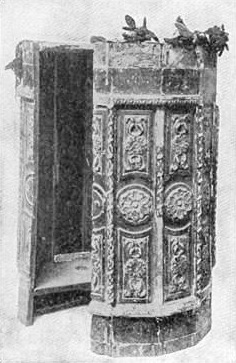
Tik. Cultura jueva oriental.

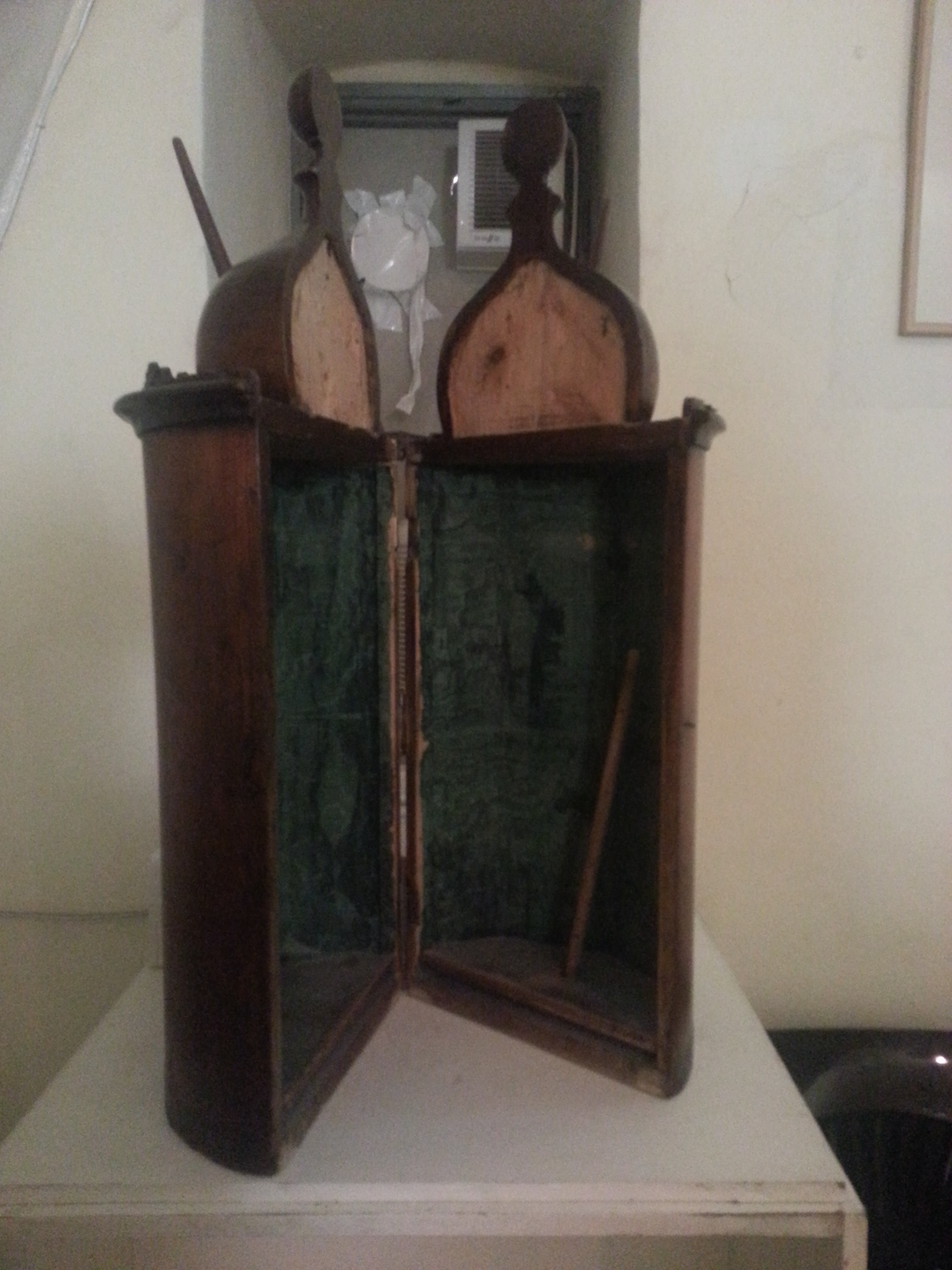
Tik. Cultura jueva sefardita.

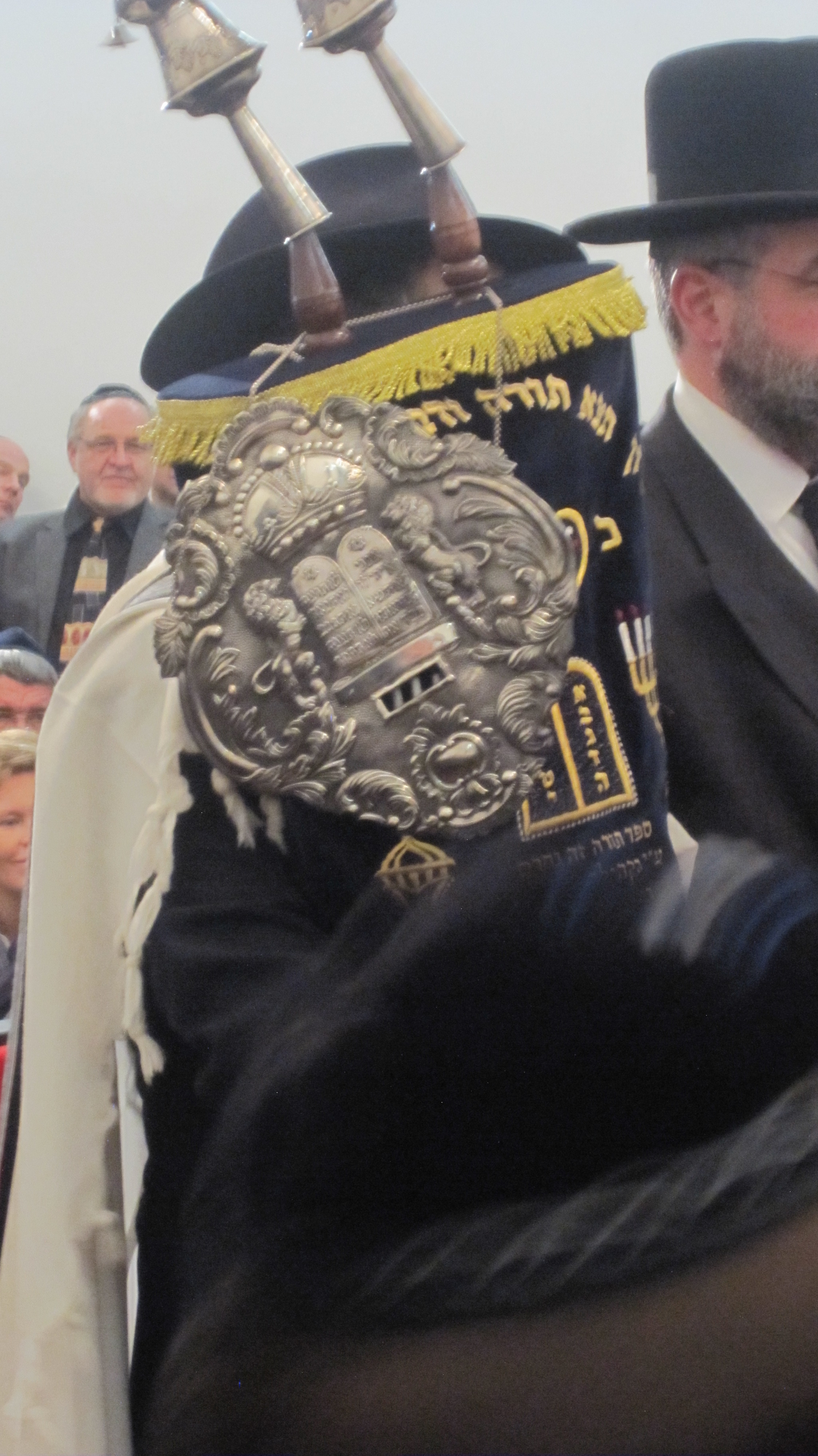
Torà amb funda. Cultura jueva asquenazí.

La Torà és per al judaisme un objecte sagrat perquè conté la Paraula de Déu.
Quan s'observen amb cura els rotllos de pergamí de la Torà és possible comprendre que els dos extrems del rotllo es troben a una mena de mànec, visible a banda i banda del text i que funciona com un eix que permet desenrotllar, desplaçar i tornar a enrotllar el text amb relativa facilitat.
Donada la seva naturalesa associada al Totpoderós i el seu ús freqüent, de vegades al llarg de diversos segles, cada comunitat jueva ha desenvolupat diferents maneres de preservar els rotllos de pergamí que serveixen de suport per al text bíblic. Un d'aquests mètodes va incorporar una caixa o estoig de fusta de tipus cilíndric (en hebreu, tik), que no només serveix per preservar els rotllos sinó també facilita el seu transport en cas que això sigui necessari. Un altre mètode involucra el tancament total dels rotllos de la Torà, usant un cinturó per mantenir-los units, i el seu ulterior cobriment mitjançant l'ús d'una espècie de camisa o funda de seda o vellut.
Les comunitats jueves orientals i aquelles oriündes de països islàmics recorren en general a l'esmentada caixa o estoig cilíndric. Les comunitats asquenazites dels països europeus solen emprar la ja esmentada funda. Atès que en la història dels jueus les migracions han estat freqüents, en alguns casos és possible que les comunitats hagin utilitzat inicialment la caixa i eventualment recorreguessin després a la funda. Exemple d'això pot ser el cas dels jueus sefardites, que van viure en territoris que van ser musulmans i després cristians, que hagueren d'emigrar a partir de 1492 cap a altres territoris alternativament cristians o musulmans. De la mateixa manera, en les diverses comunitats jueves diaspòriques de vegades coexisteixen grups asquenazita i sefardites en una mateixa ciutat, quan no en un mateix barri o sector d'aquesta. Fins a mitjan segle xx, cadascun d'aquests grups va mantenir amb intensitat les seves tradicions característiques. A partir de la creació de l'Estat d'Israel, aquests grups tendeixen gradualment a apropar-se i les noves generacions tendeixen a deixar de banda les diferències, summament importants en altres èpoques. Si bé aquestes diferències encara persisteixen en el segle xxi, també hi ha una certa obertura, i fins i tot flexibilitat, envers el tema en qüestió, particularment a Israel. Aquest fenomen concorda amb la naturalesa inicial de l'Estat jueu, format fins fa algunes dècades per nombrosos jueus que provenien de contextos identitaris i comunitats amb tradicions considerablement diferents. Amb el renaixement cultural israelià, l'esmentat canvi d'actitud tendeix a reflectir-se principalment en els aspectes estilístics i ornamentals que afecten la Torà,
Fins i tot si d'una manera no evident, més aviat tenint en compte el caràcter transmigrant del poble hebreu i la seva diverses vegades mil·lenària dispersió pel món, la caixa emprada per preservar la Torà pot, com a objecte mòbil i transportable, ser associada, a causa d'aquestes característiques, amb l'Arca de l'Aliança que els hebreus van construir en el desert i que preservaven al sancta sanctorum del Tabernacle.
Significativament, l'embelliment a partir de l'ornamentació ha estat una constant gairebé permanent, tant en el cas de les caixes o estoigs per a la Torà, com també pel que fa a les ja esmentades fundes. Tradicionalment, la Torà és embellida amb diferents adorns, generalment de plata; aquests inclouen una corona i un escut o pectoral, així com un parell de terminacions o rematades, també sovint de plata, i que són col·locats sobre la part superior dels mànecs de la Torà, un cop aquesta es troba ja tancada i en posició vertical. Aquestes terminacions solen posseir petites campanetes i se les coneix com a "Rimonim" (magranes) o "tapukhim" (pomes). Quan es tracta d'una Torà que va proveïda d'una funda, tots els components esmentats també s'agreguen però només després que a la Torà se li hagi col·locat la seva funda. Un últim element que sol afegir-s'hi és un punter que sol culminar en forma de petita mà amb el dit índex estès: es coneix com a iad, terme hebreu que significa "mà". Visualment, aquest motiu té referents iconogràfics en la Dextera Domini; la seva manifestació a la cultura jueva es remunta als frescos de la Sinagoga de Dura Europos i als mosaics de la  Sinagoga de Beit Alfa, segles iii i VI EC

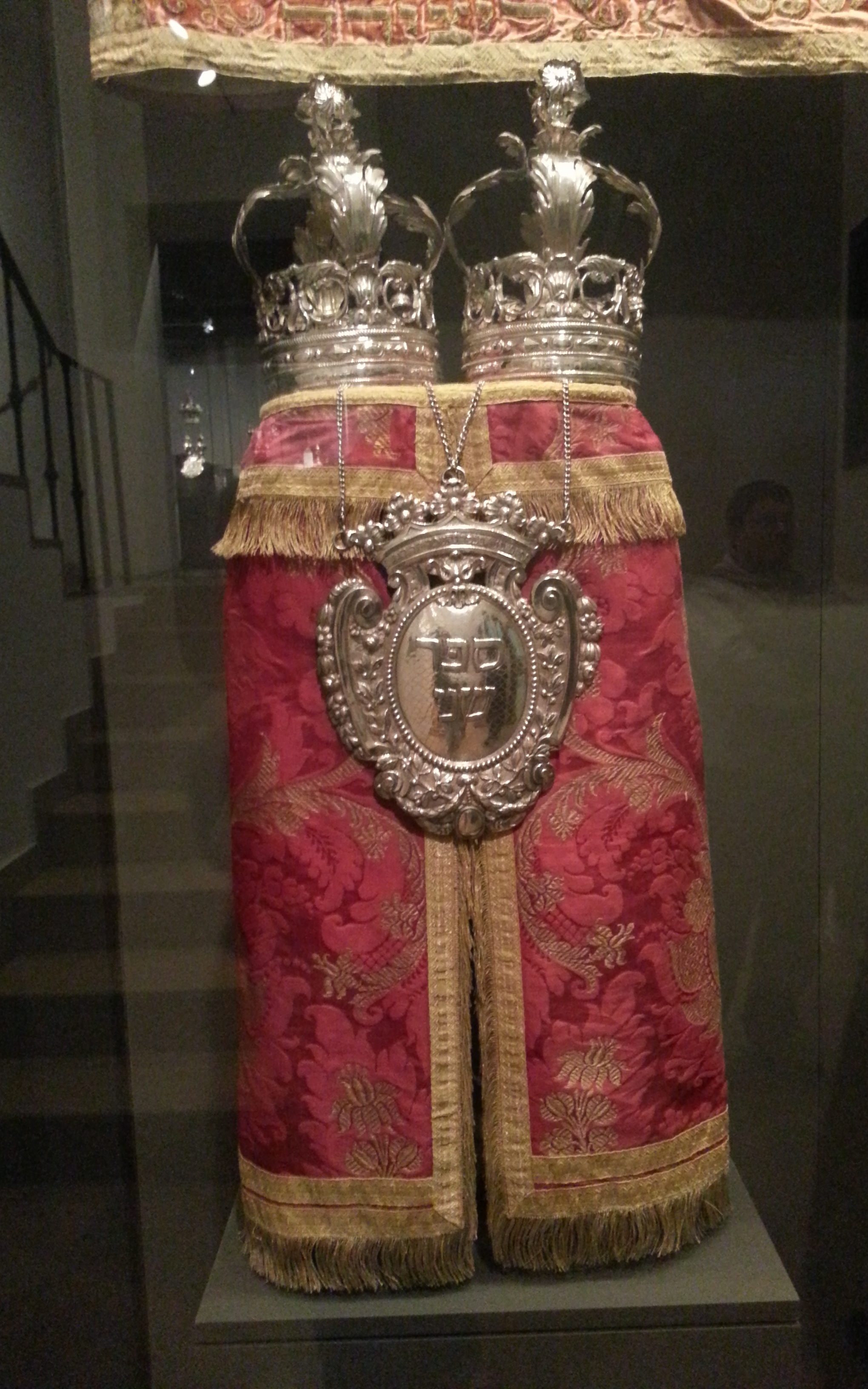
Torà, Itàlia, segle xviii. Museu d'Israel, Jerusalem
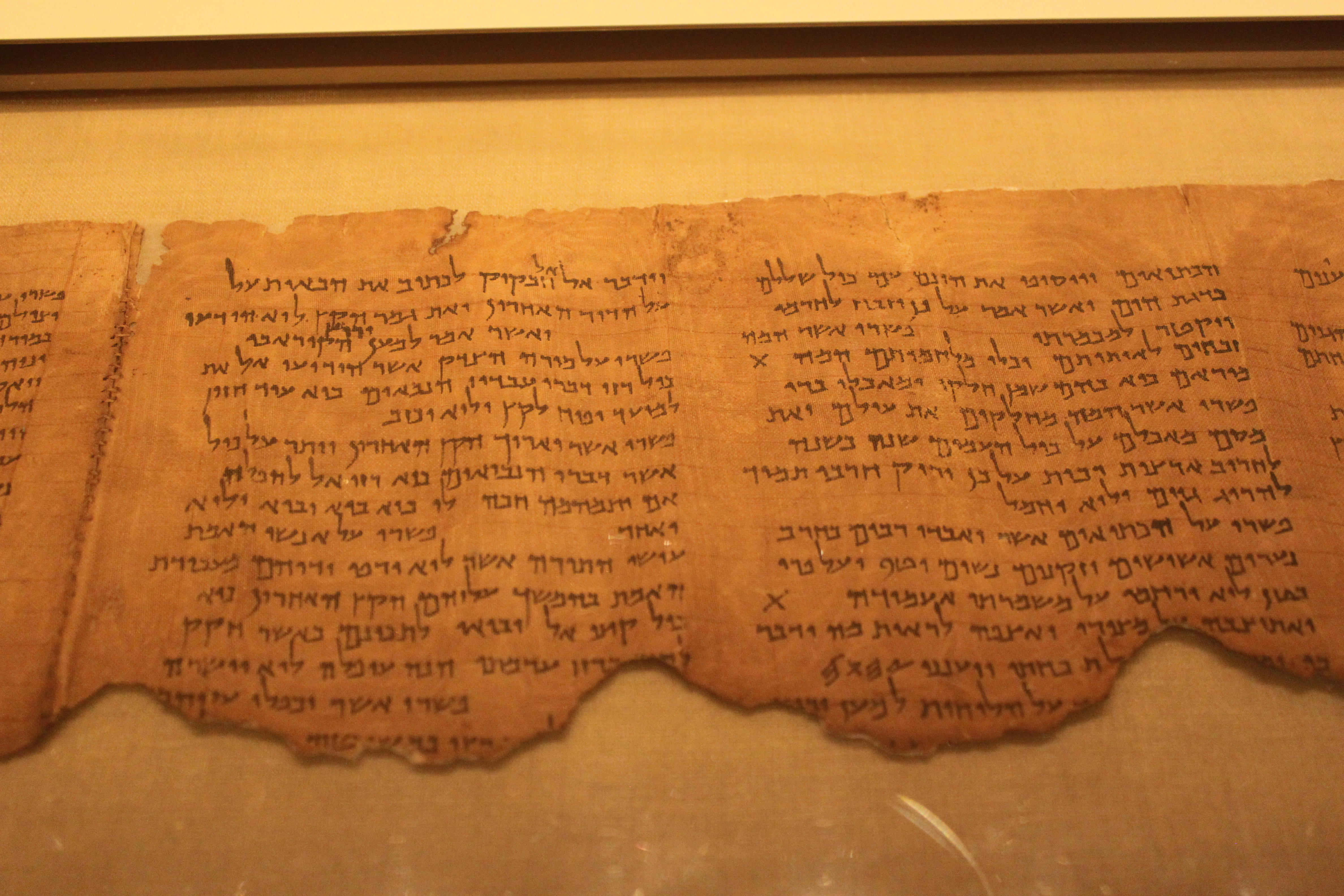
Manuscrits de la mar Morta: Profecia de Habacuc, Qumran, c. 75 a.E.C.
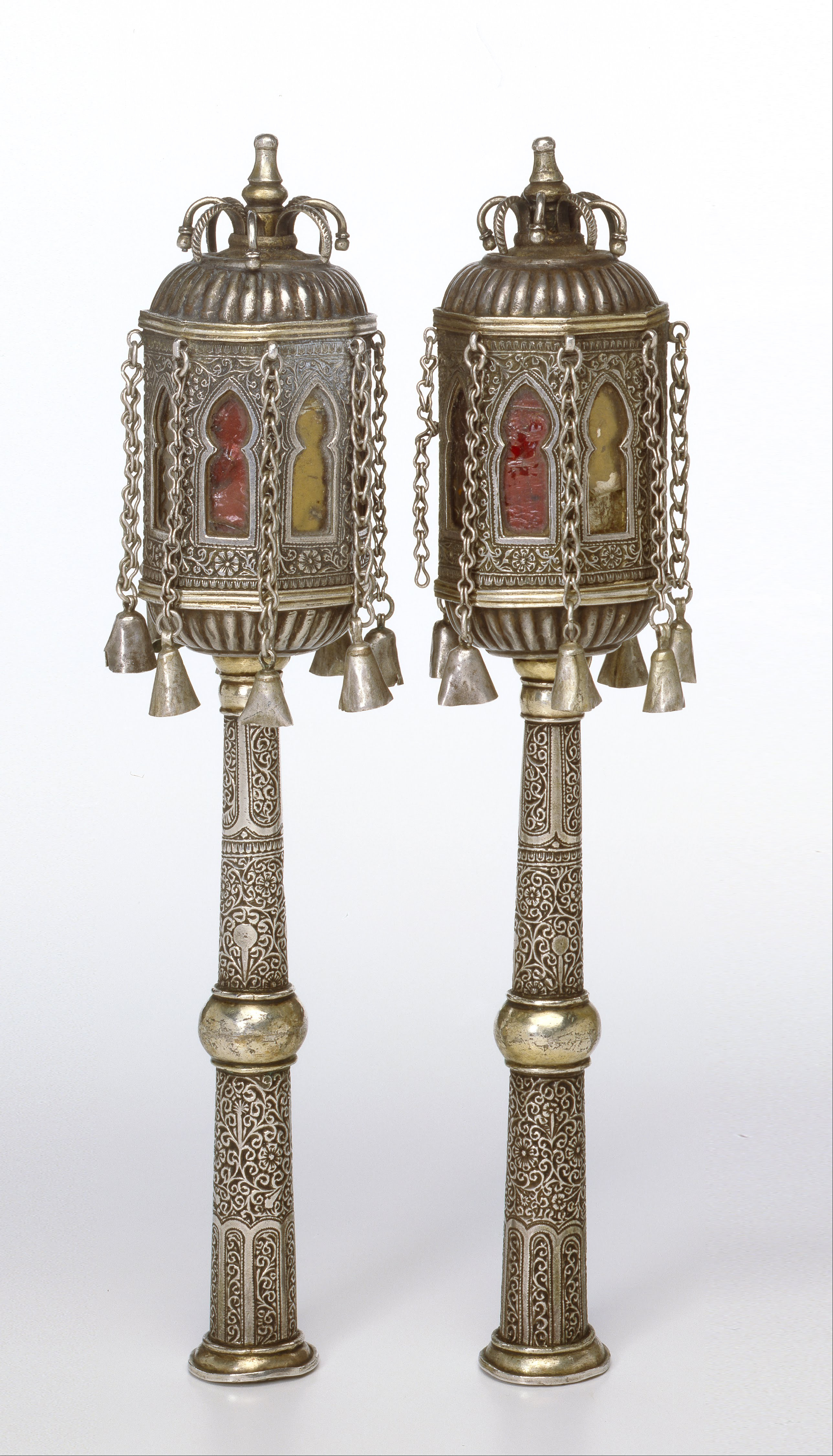
Tapukhim  o rematades ornamentals per a la Torà, Marroc, segle xix. Museu d'Israel, Jerusalem.
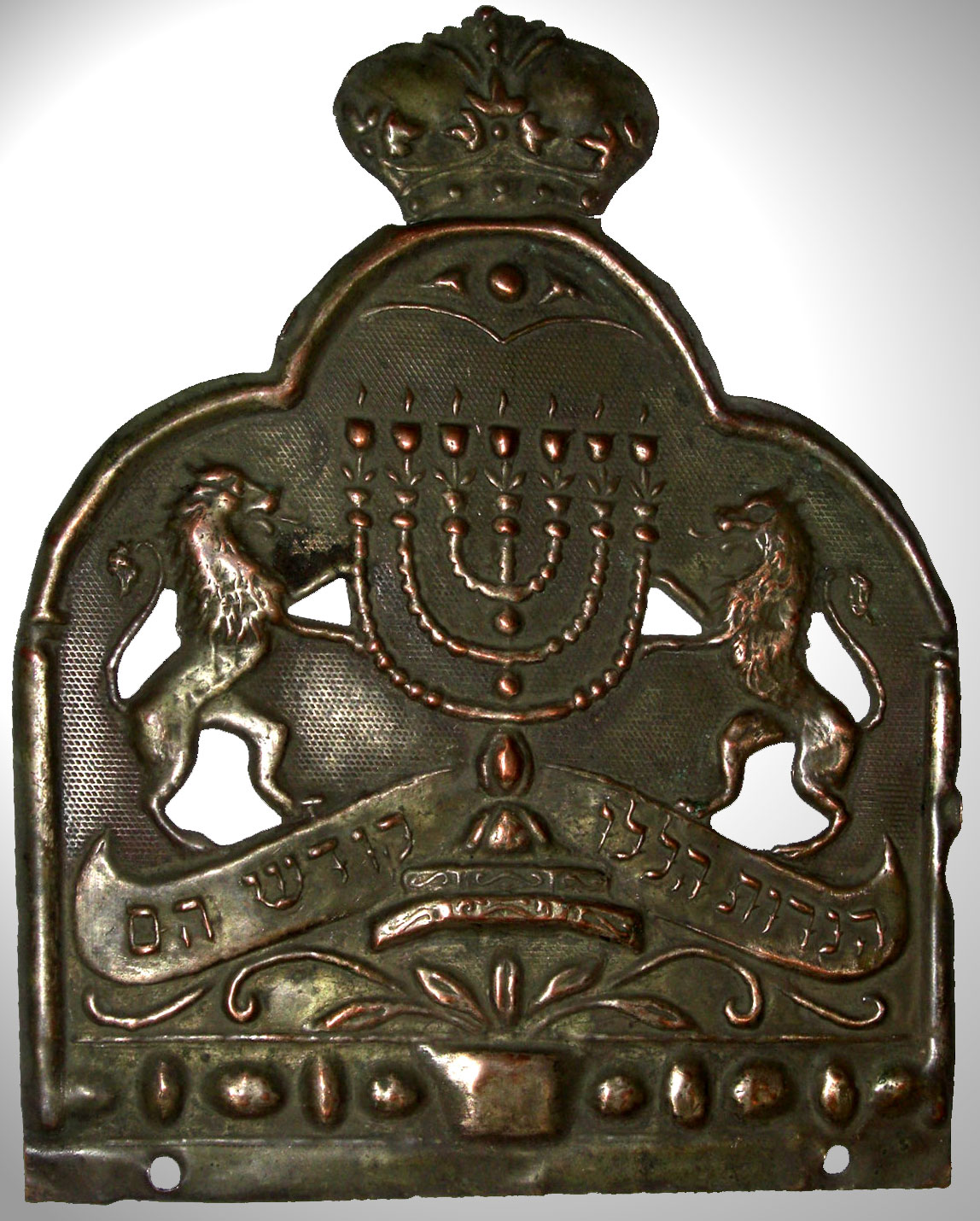
Pectoral per a la Torà, amb menorà i lleons de Judà, art asquenazita, 1750.
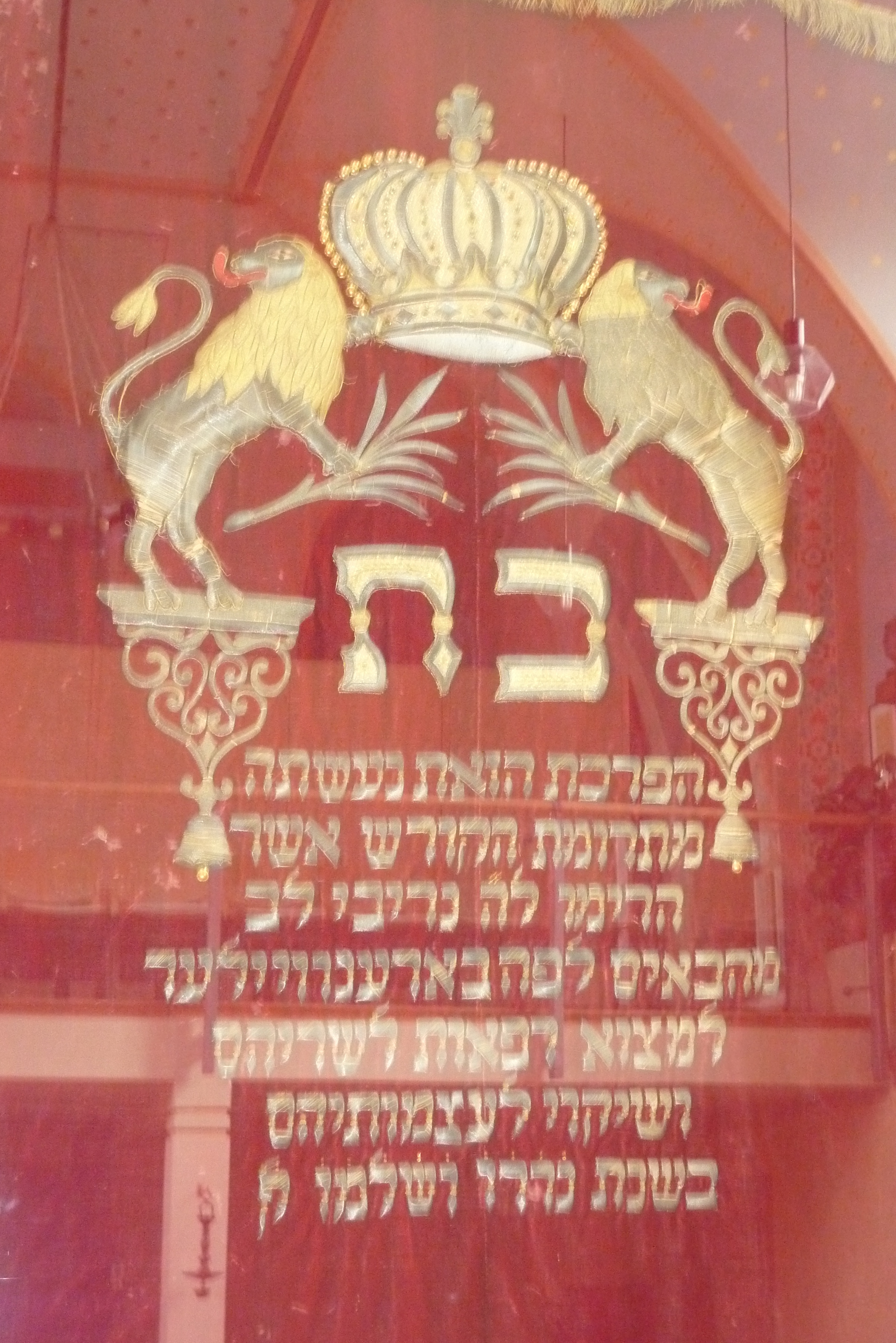
Parell de lleons heràldics de Judà custodiant la Corona de la Llei en una parokhet[24] Sinagoga Ehemalige a Bad Neuenahr-Ahrweiler, Toravorhang, Alemanya, segle xviii.
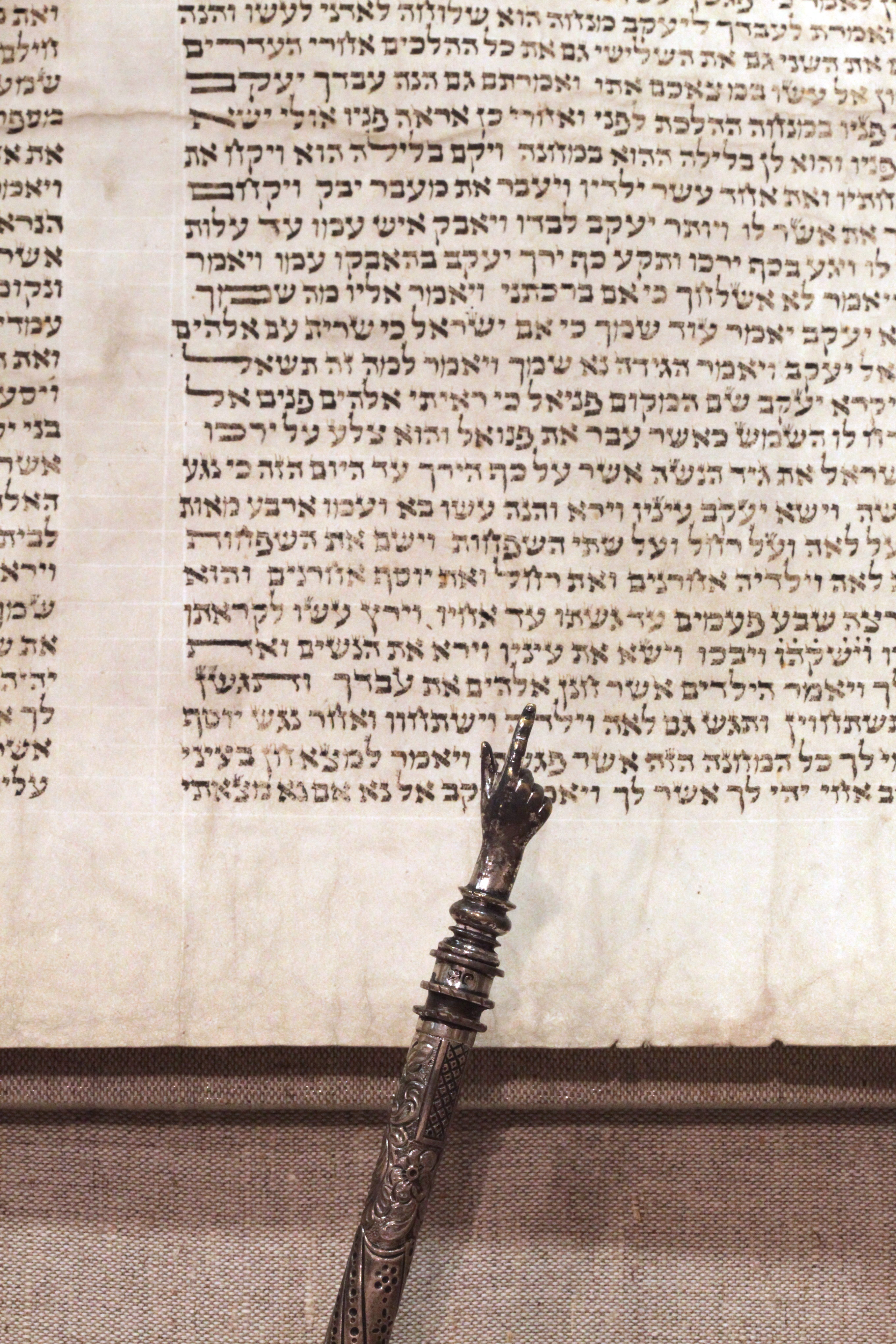
Iad o punter de plata per ajudar a la lectura de la Torà, França, segle xix.
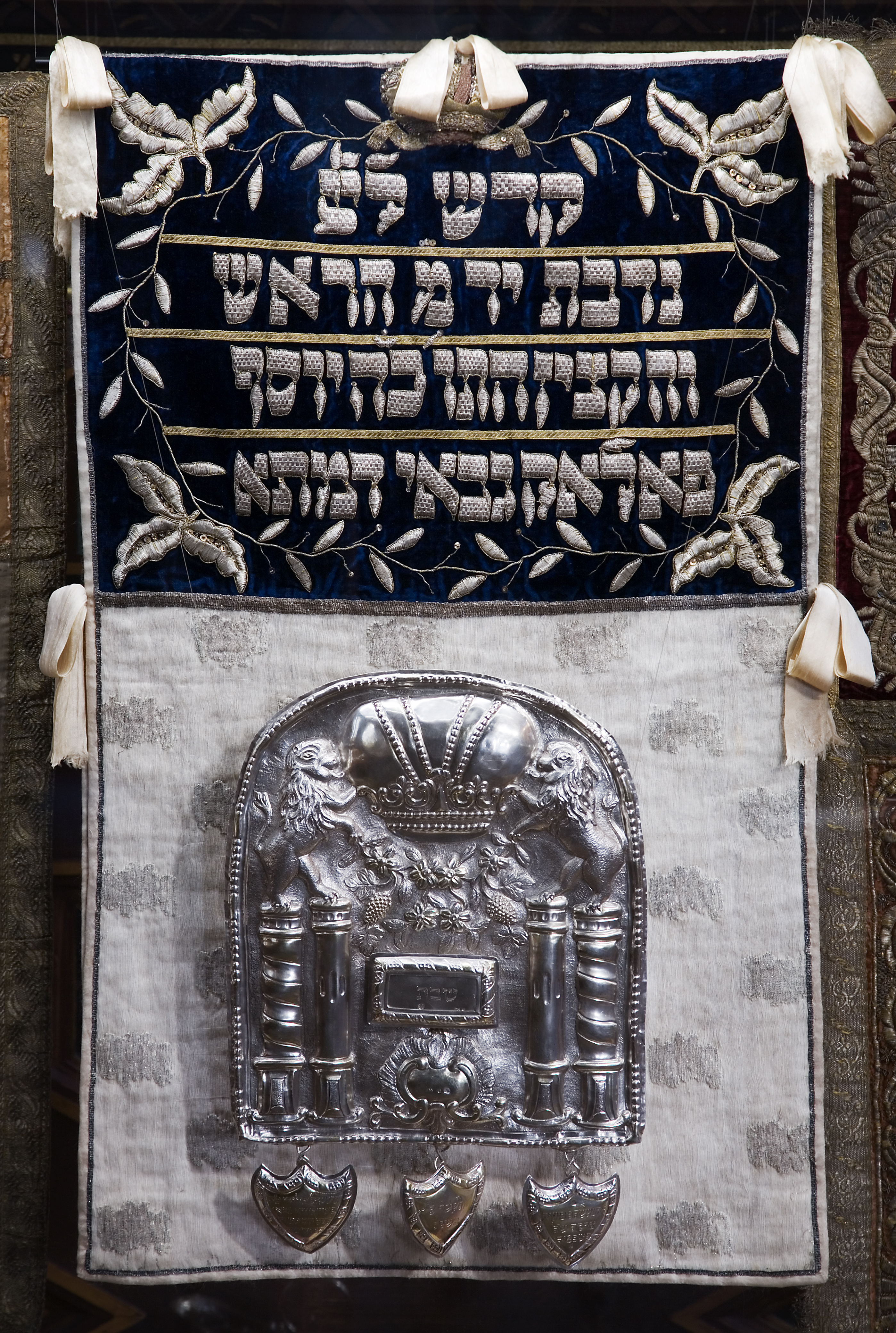
Pectoral de Torà. sinagoga sefardita, Praga, c. segles XVII-XVIII
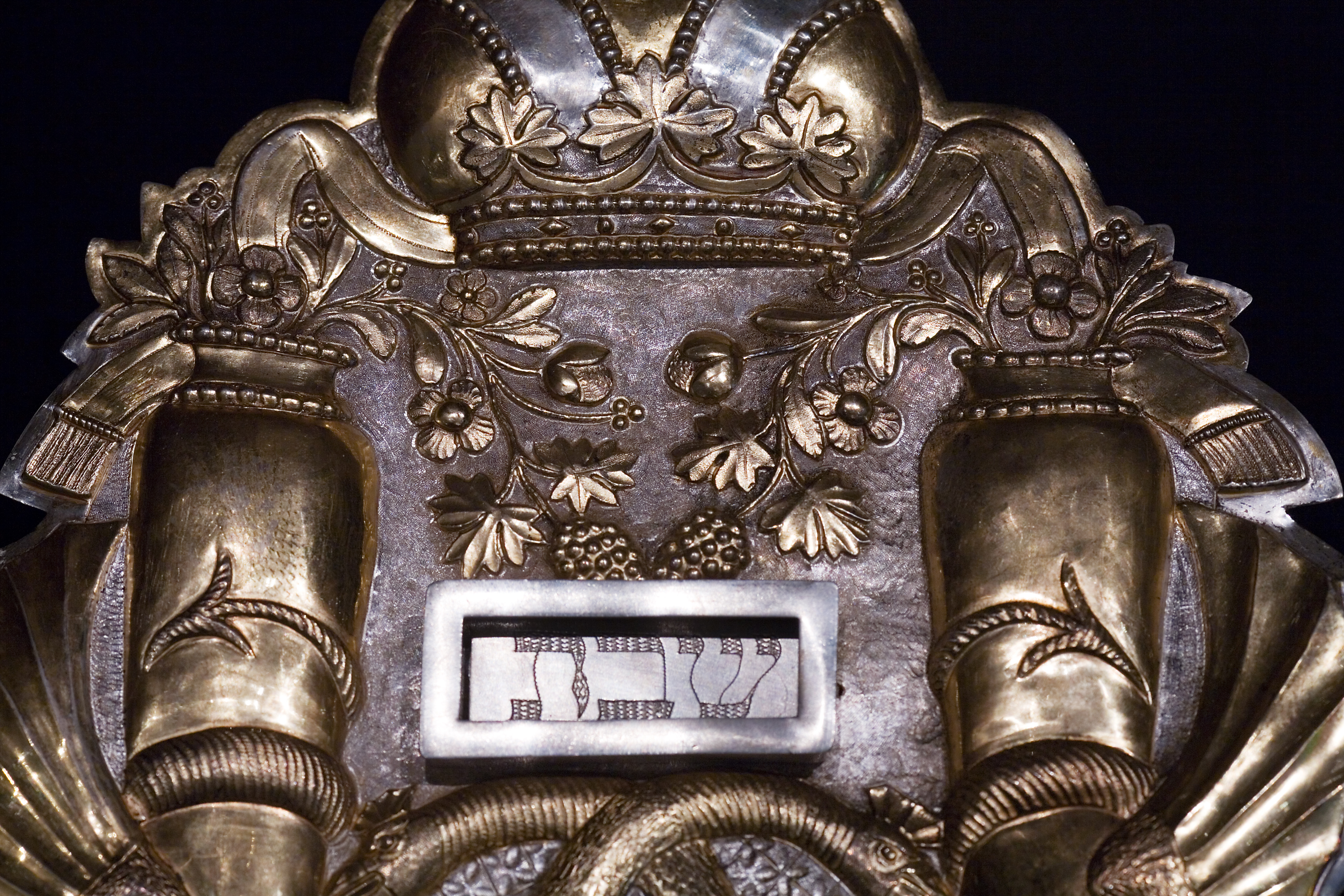
Detall de pectoral per Torà, amb la inscripció "Sàbat" en hebreu. sinagoga sefardita, Praga,  c . segle XVII
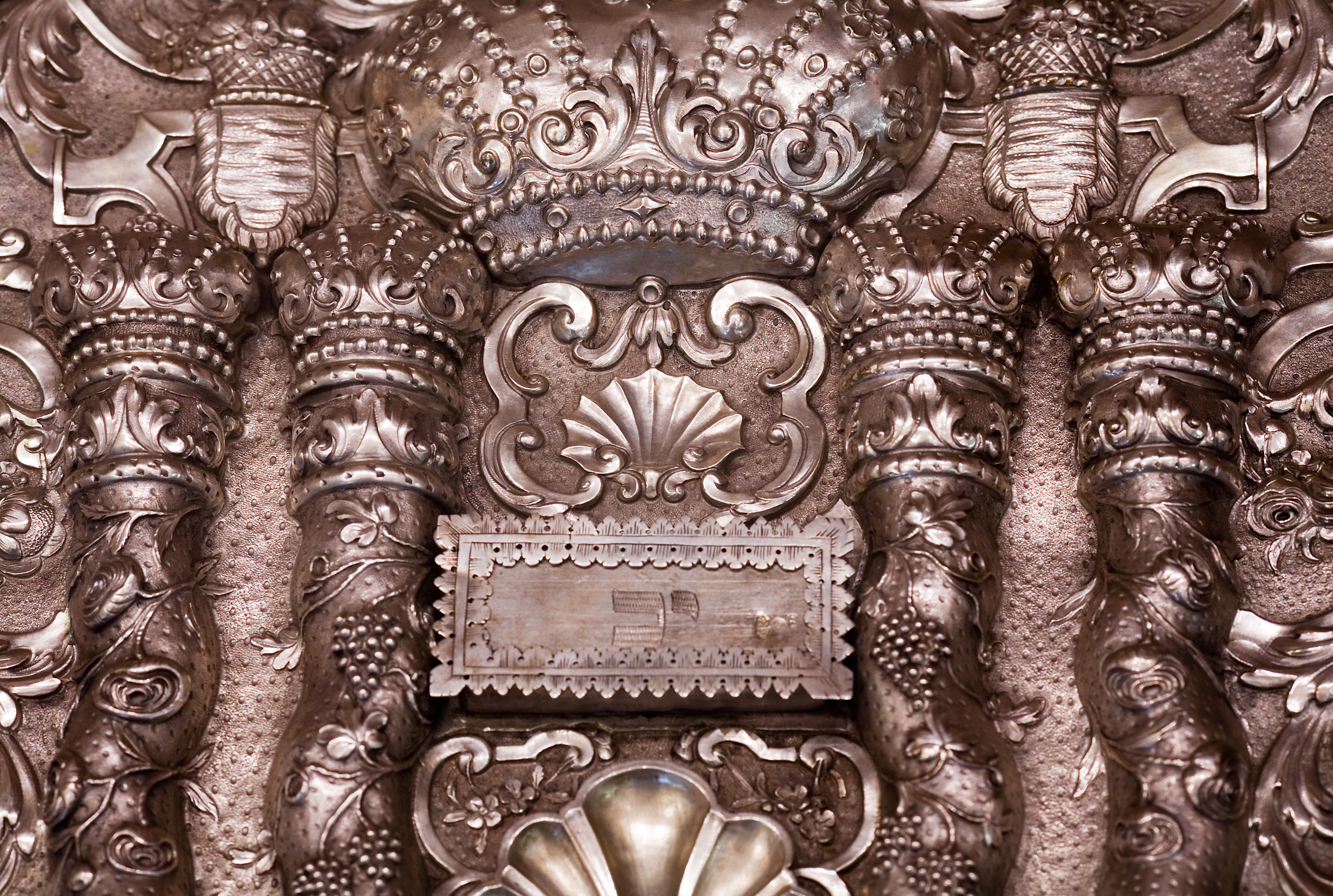
Detall de pectoral per Torà. Sinagoga sefardita, Praga, segle XVII-XVIII
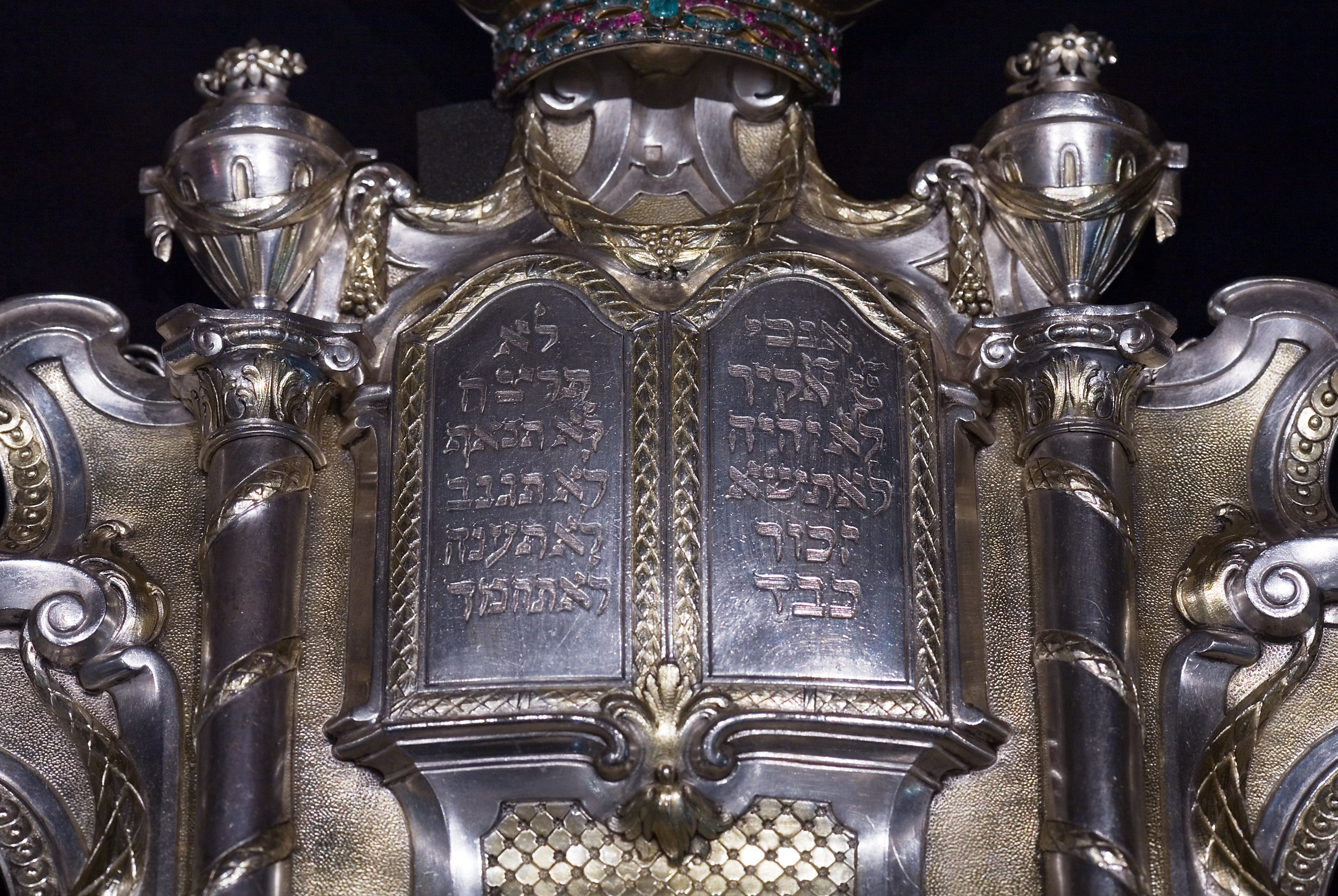
Detall de pectoral per Torà amb les Taules de la Llei i els Deu Manaments en hebreu. Sinagoga sefardita, Praga, c. segle xviii-XIX
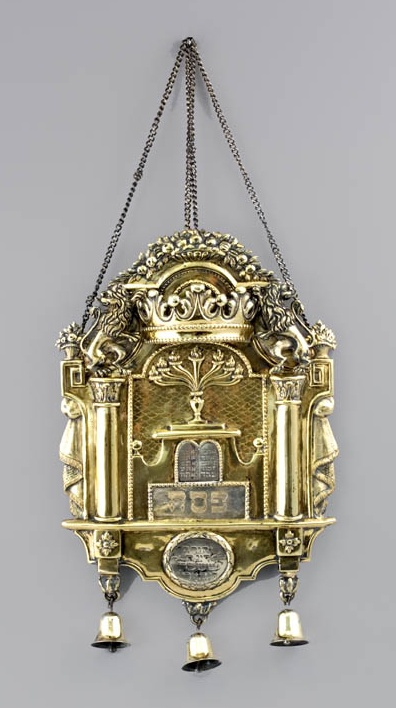
Pectoral per a Torà, amb corona suportada per lleons de Judà, menorà, Taules de la Llei i campanetes, 1788. Center for Jewish History, Nova York.
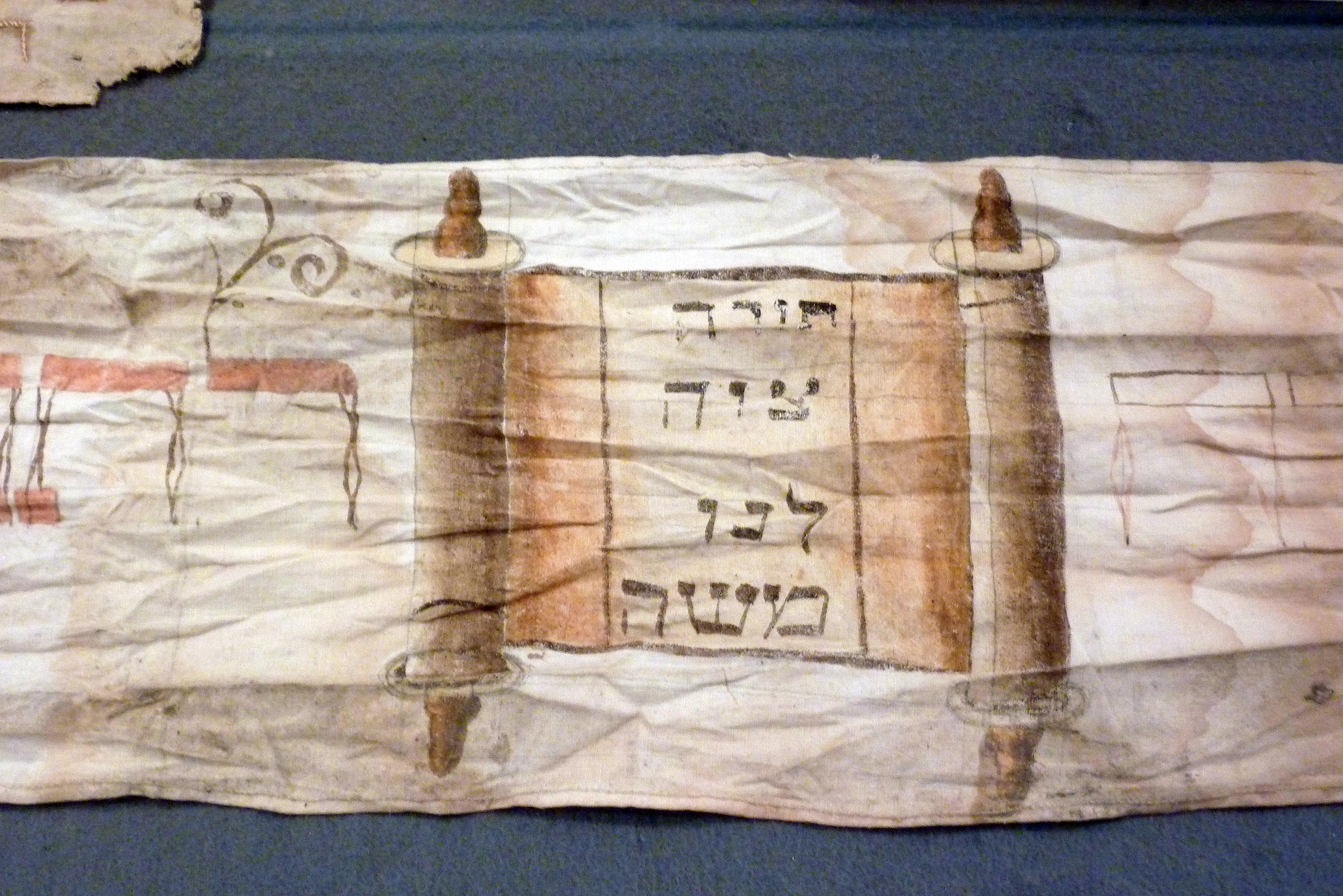
Motiu de Torà en "mapah",[25] amb inscripció hebrea,[26] 1888. Sinagoga de Niederzissen, Renània -Palatinat, Alemanya.
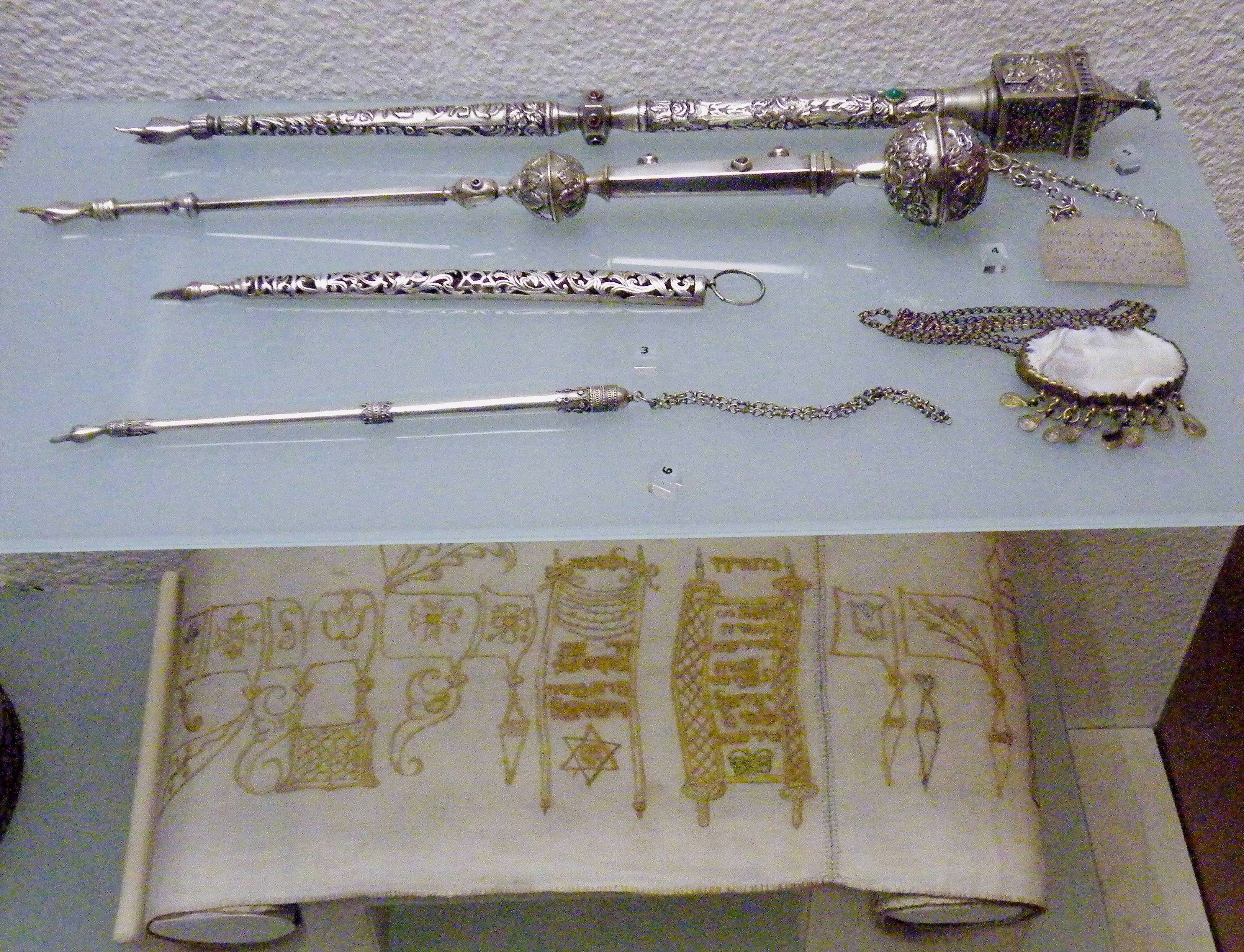
Punters per a la Torà o (iadaïim), exhibits sobre un mapah amb el motiu de la Torà i text hebreu brodats. Sinagoga del Trànsit, Toledo
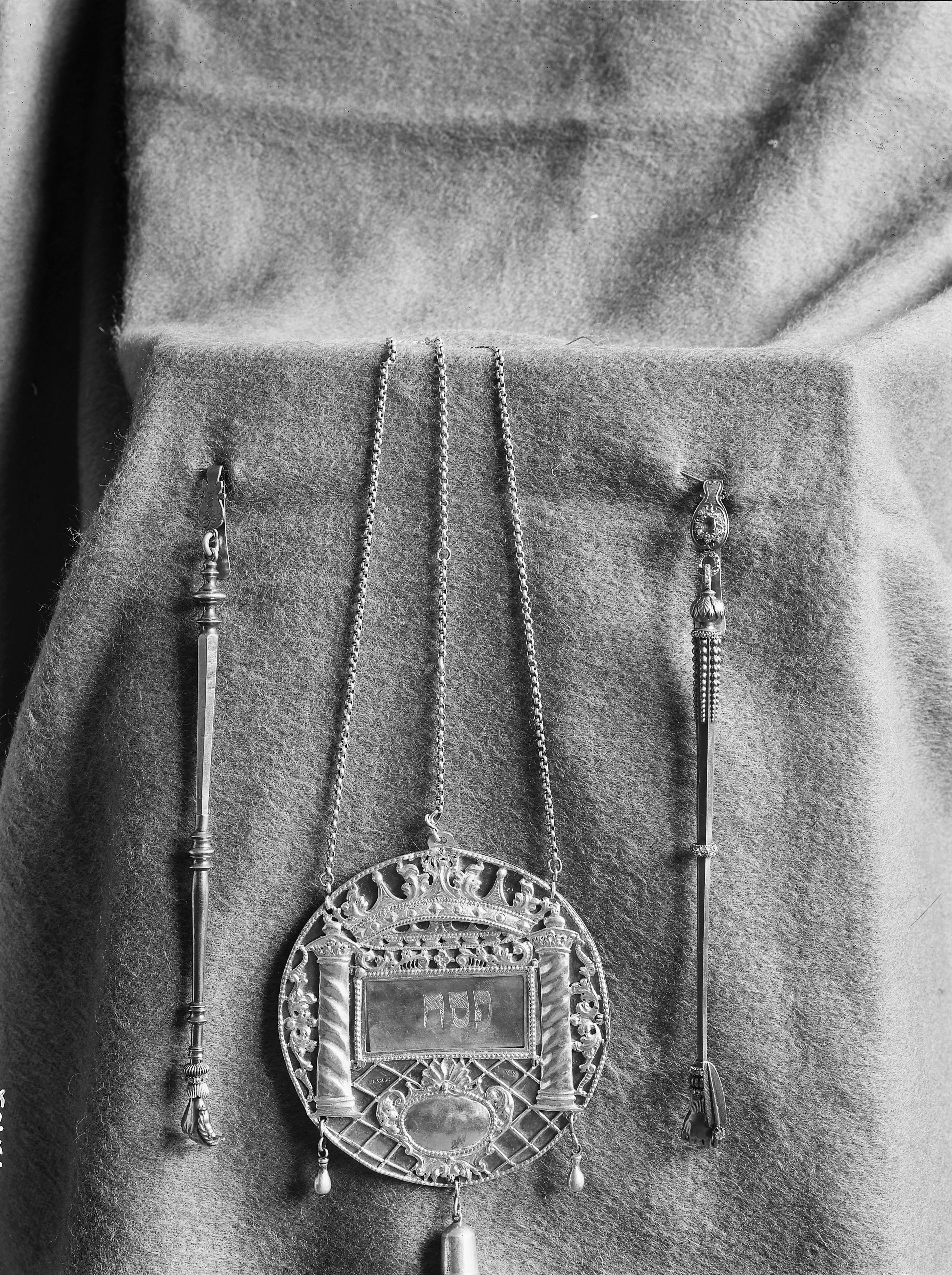
Punters i medalló per la Torà. Sinagoga d'Amsterdam, 1912.
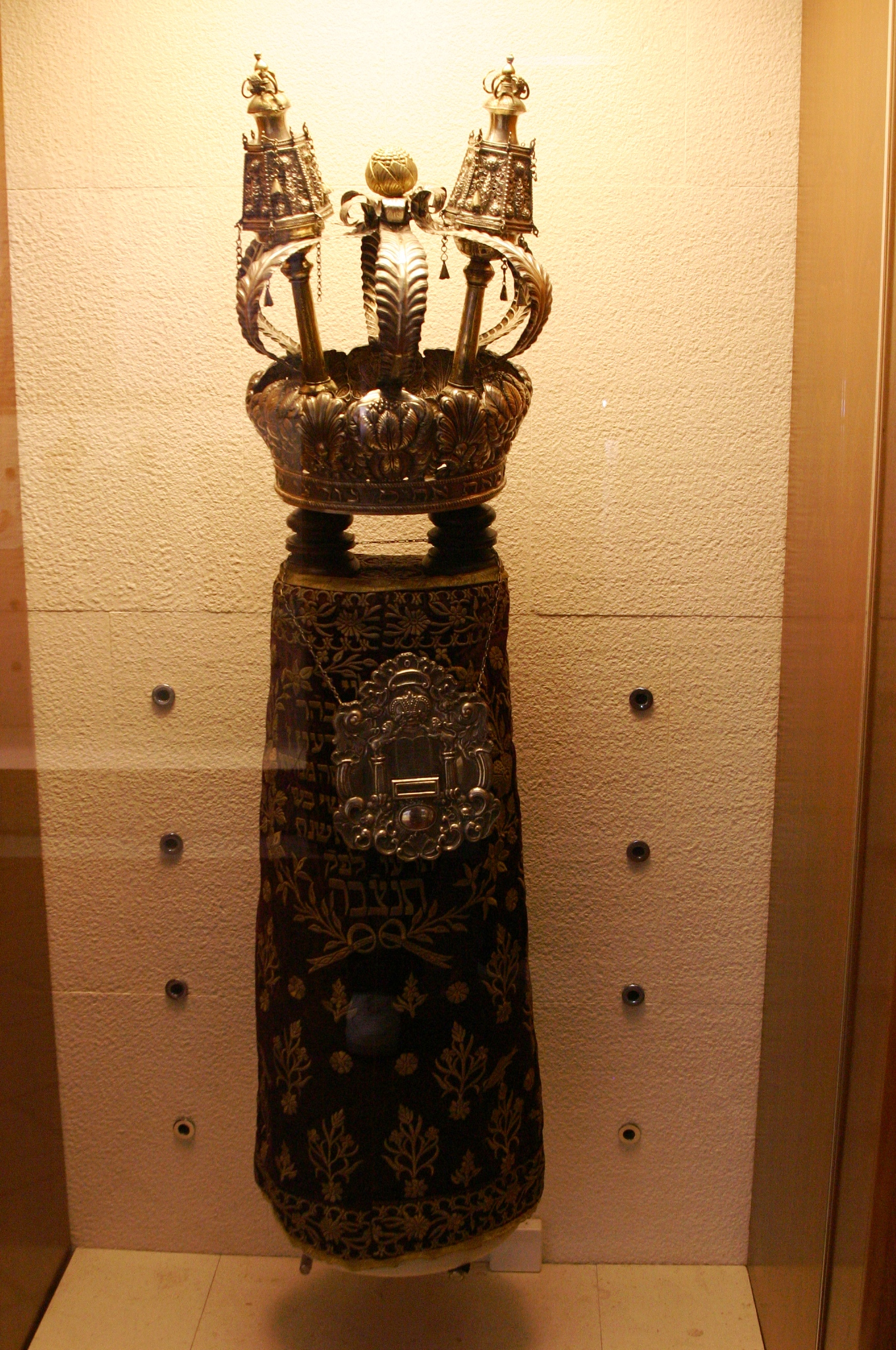
Art sefardita. Torà amb corona, pectoral i rematades ornamentals. Preservada al Museu Sefardí, Sinagoga del Trànsit, Toledo
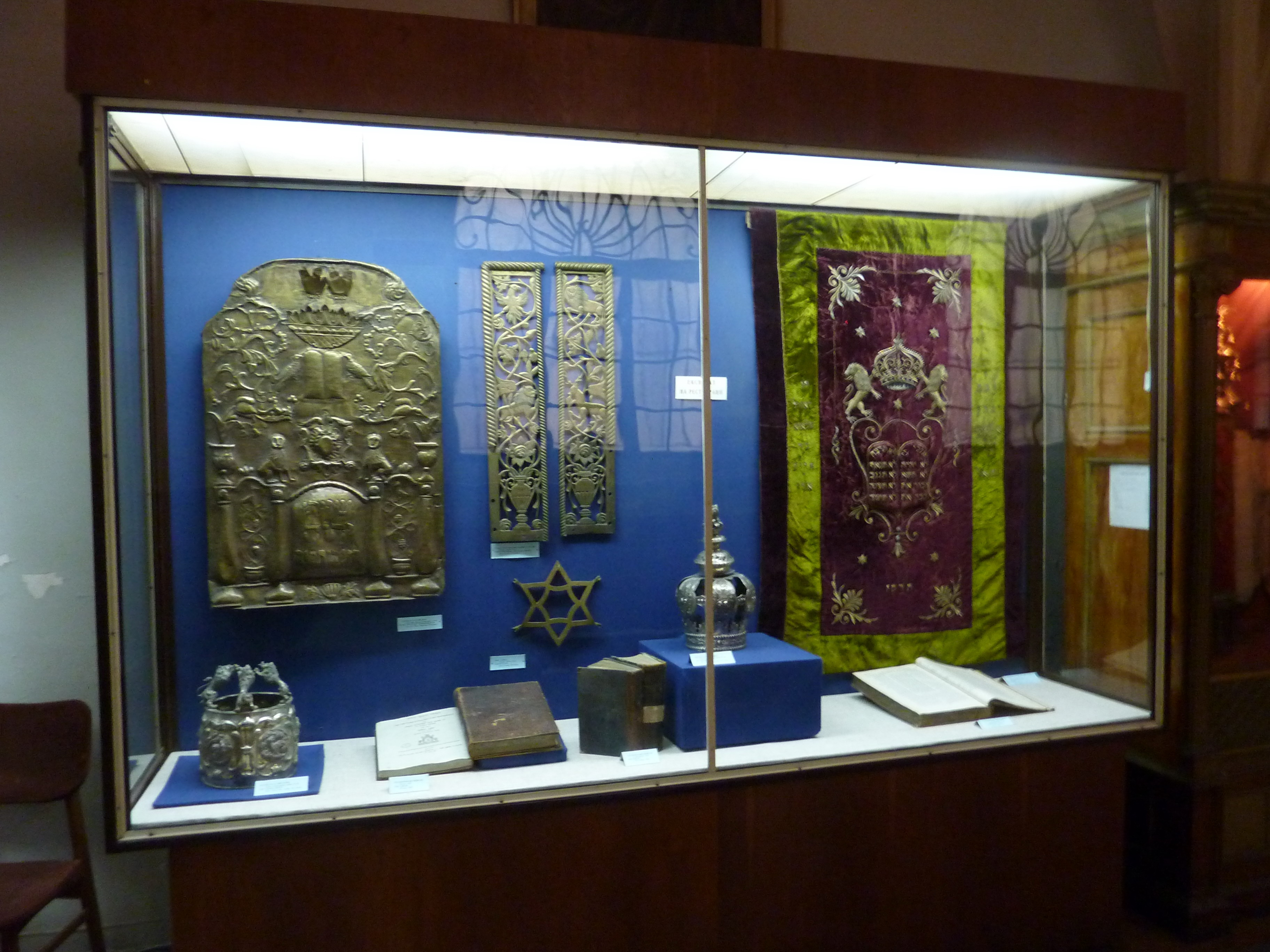
Components i ornaments de la Torà, incloent-hi corones i pectorals, exhibits com a "Judaica" al Museu de la Religió a Lviv (Lwow), Ucraïna, 2010.
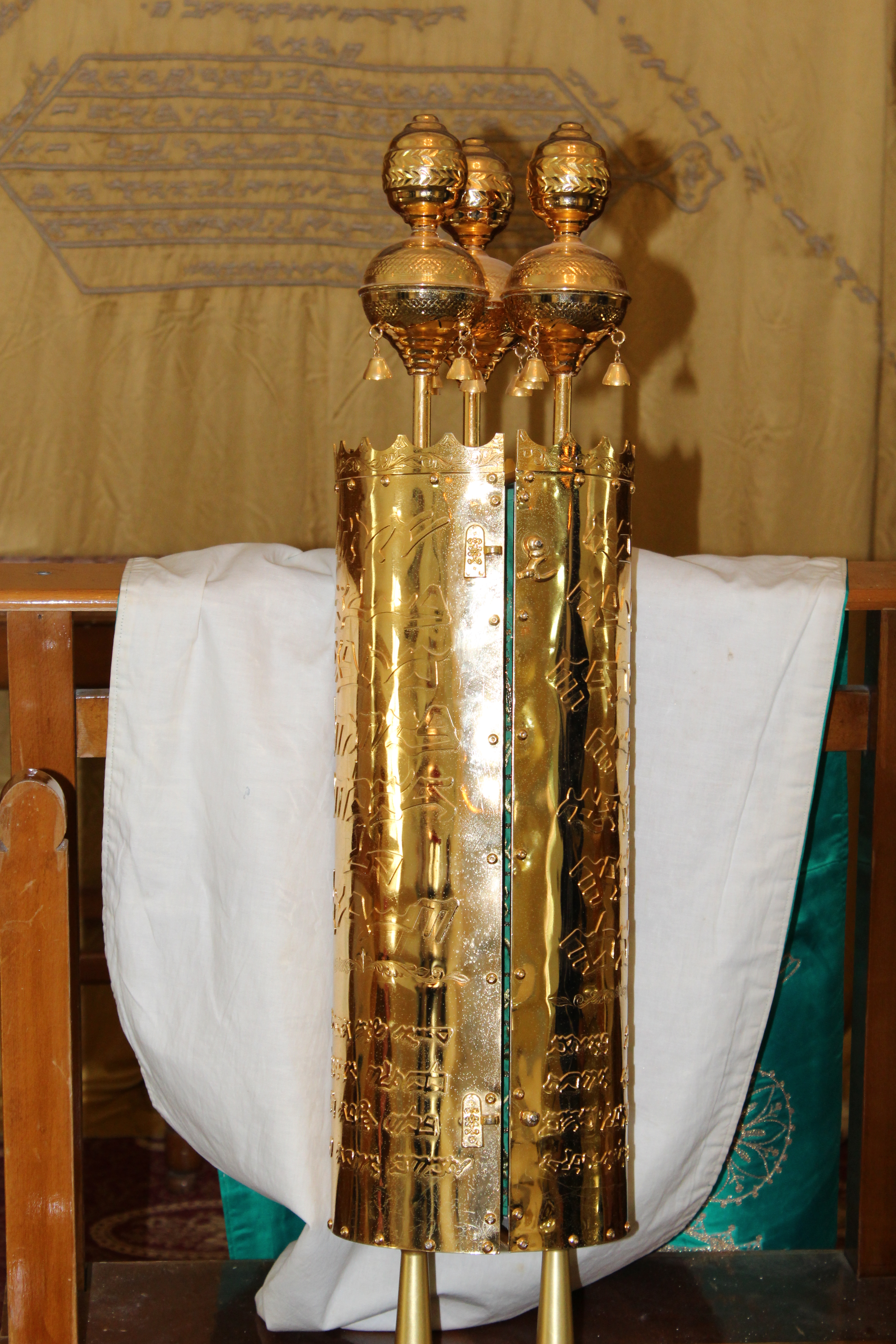
Rotlle de Pentateuc samarità tancat en la seva arca pròpia, anomenada "Teba".
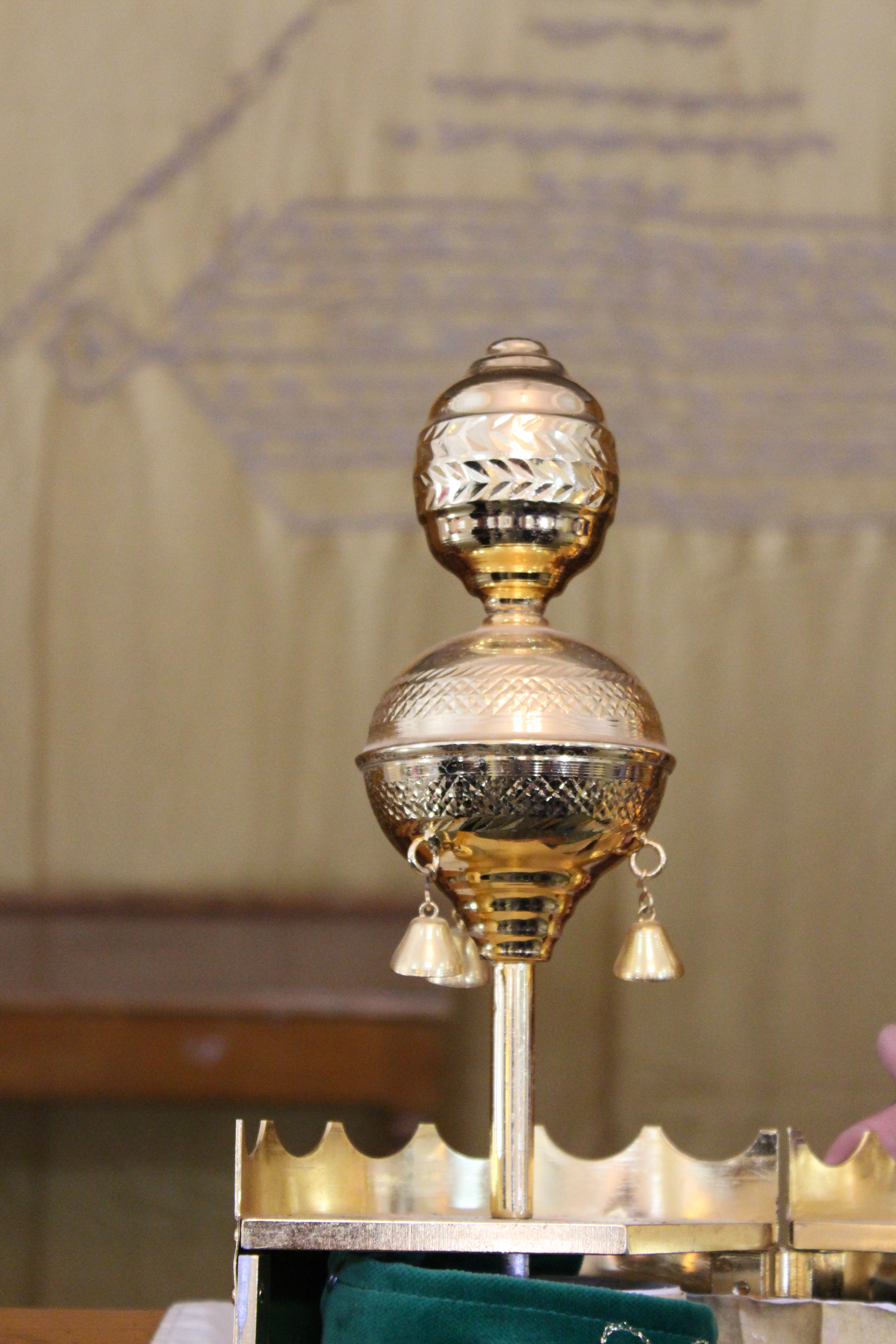
Rematada ornamental de rotllo de Pentateuc samarità

## En les arts visuals
En el marc de l'art jueu, la Torà, juntament amb el canelobre de set braços i l'estrella de David, constitueix un dels principals símbols identitaris del poble d'Israel. El seu lloc en la iconografia hebraica i les seves composicions plàstiques són en general prominents. En termes visuals, la Torà està indefectiblement associada a la idea de Llei i tendeix a ser representada amb dos motius principals: un d'ells és el de les dues Taules de la Llei amb els Deu Manaments (en hebreu, "Taules del Pacte", לוחות הברית); l'altre recorre a la imatgeria dels tradicionals rotllos bíblics que els jueus fan servir per preservar el text bíblic hebreu i als quals els israelites senzillament denominen "ha-Torà" (la Llei).

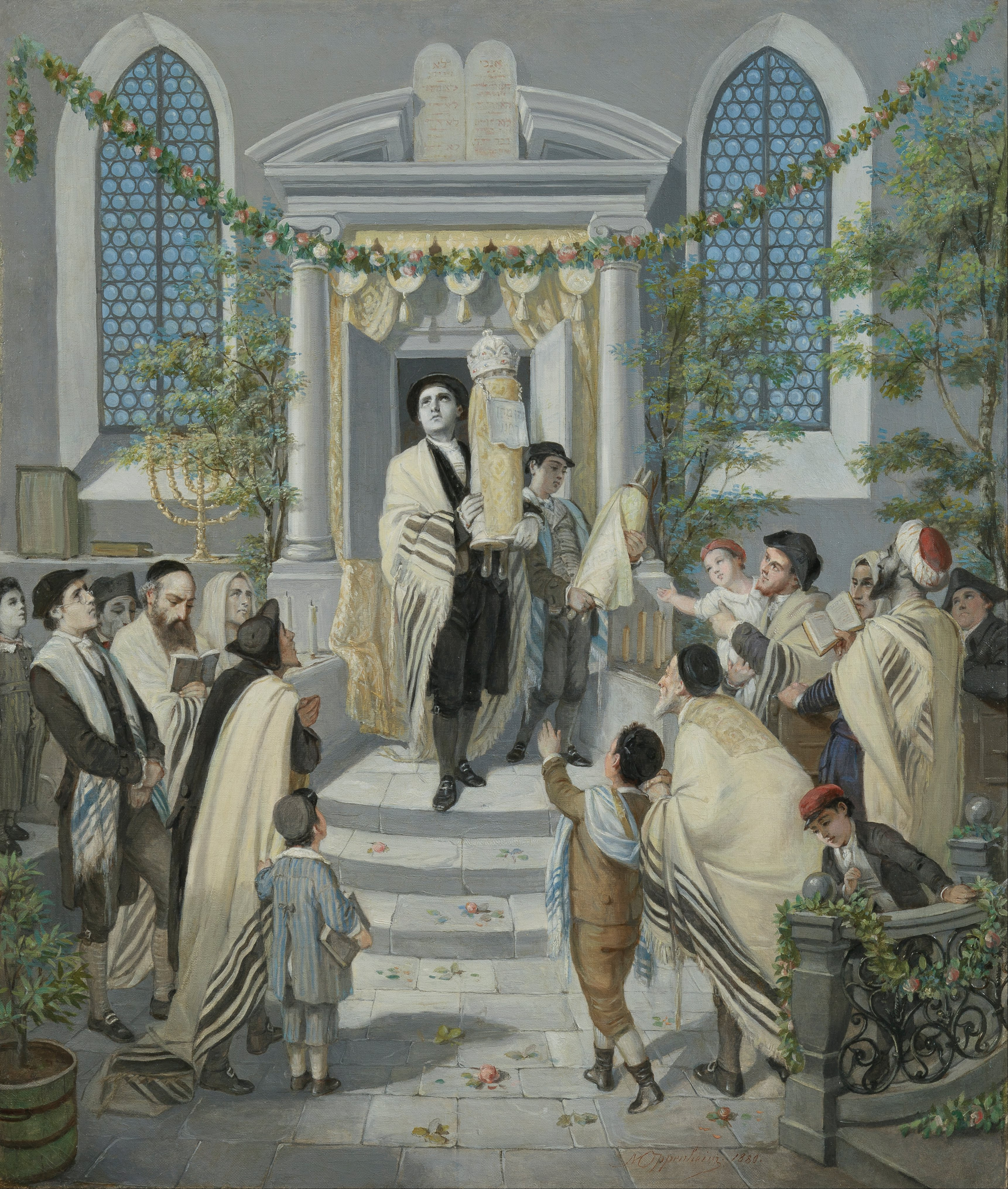
Tots dos motius figuren en aquesta pintura. Moritz Daniel Oppenheim, Xavuot (Commemoració de la Rebuda de la Llei i Festa de les Primícies), 1873.[28] The Jewish Museum, Nova York.
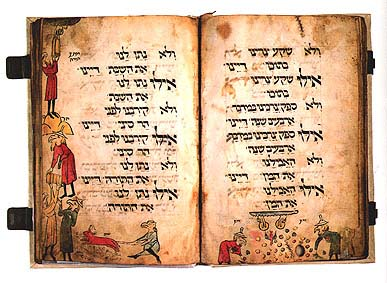
Els hebreus recol·lecten el mannà (dreta) i Moisés rep la Llei (esquerra). Hagadà dels ocellets (Pésah), Alemanya, c. 1300.
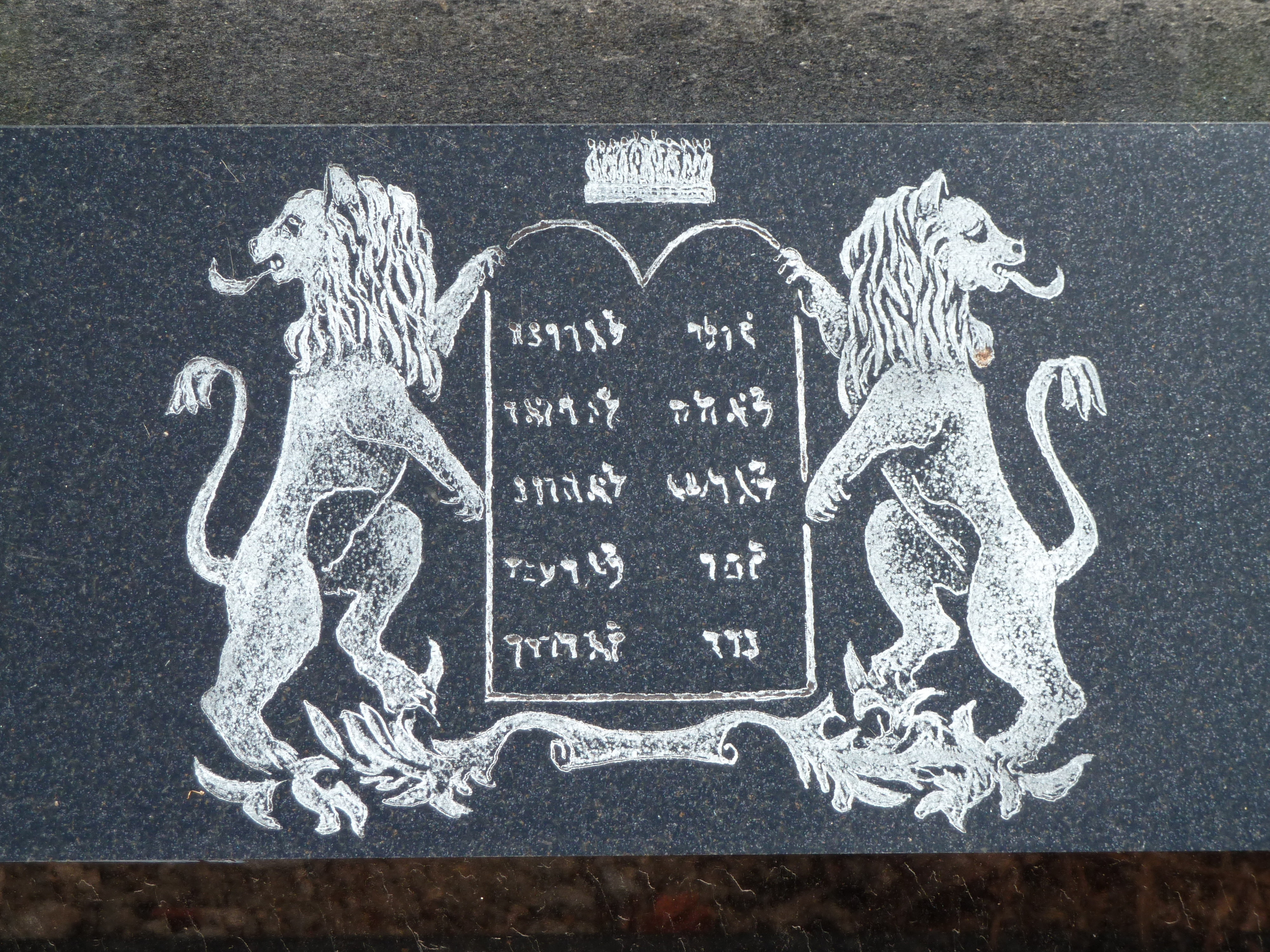
Taules de la Llei, custodiades per rampants Lleó de Judà. Cementiri jueu de Thiais, França
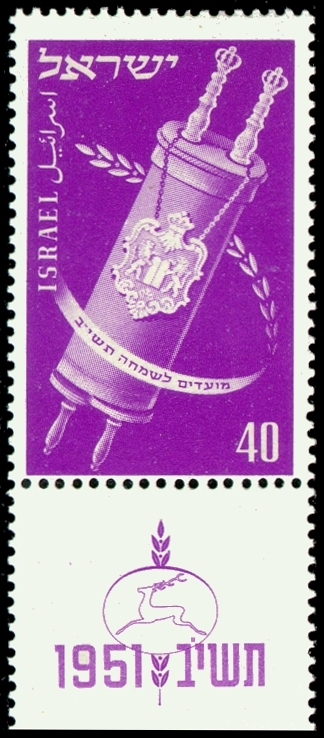
Torà en una segell de correus israelià del 1951.
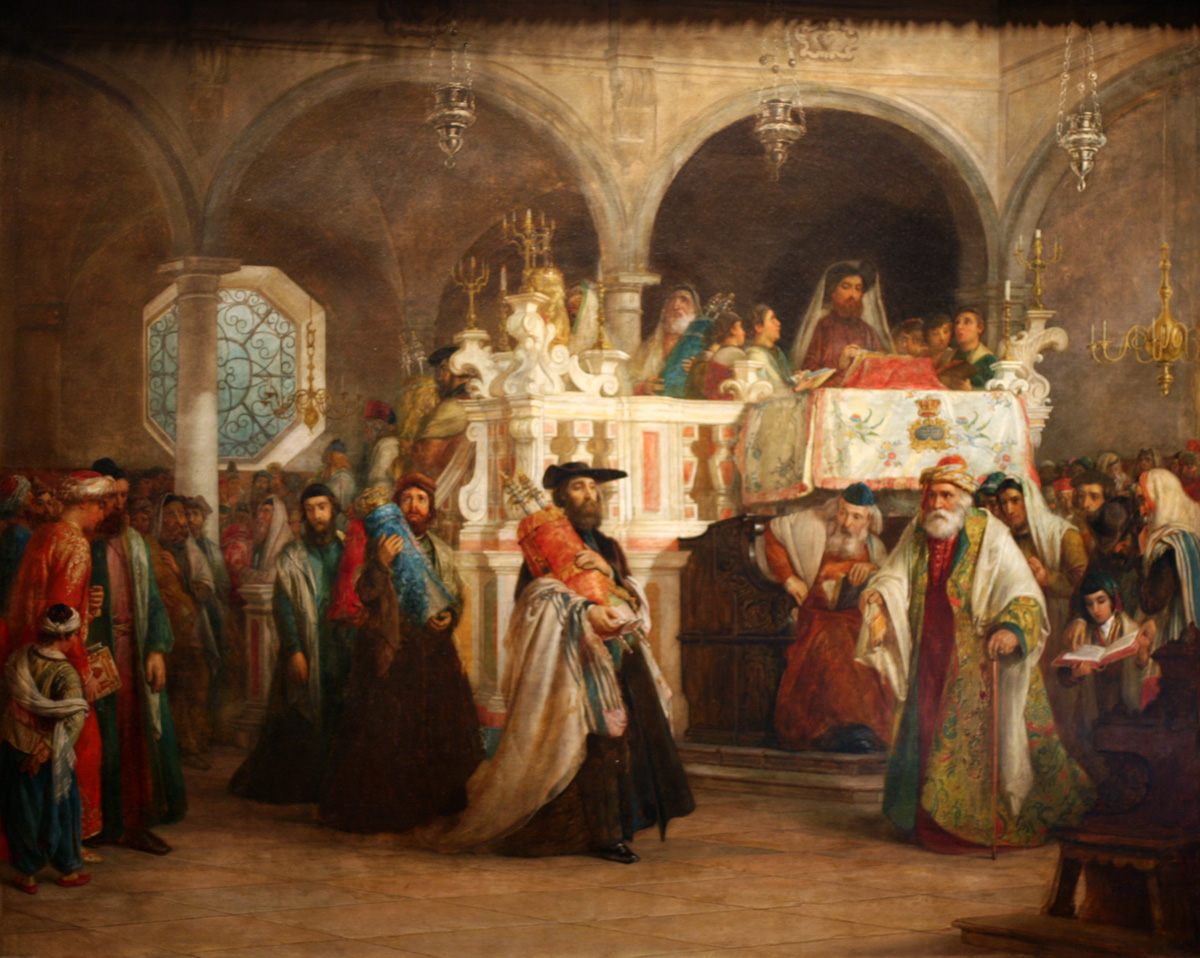
Solomon Alexander Hart, Simhat Torà o La Celebració de l'Alegria de la Torà a la sinagoga de Liorna, Itàlia, oli, 1850. The Jewish Museum, Nova York.
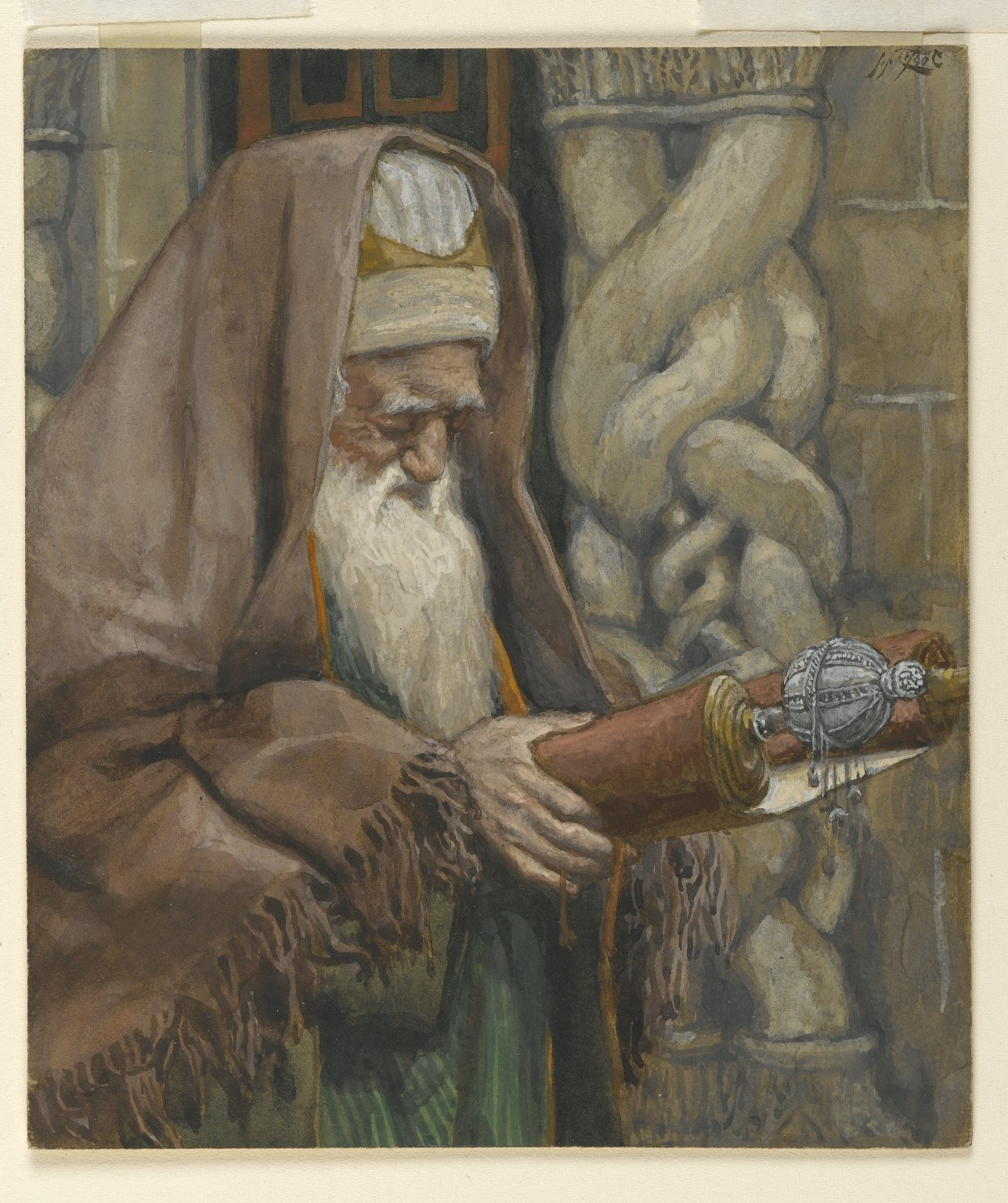
James Tissot,  L'ancià Simeó  llegint la Torà, 1886-1894. Museu de Brooklyn
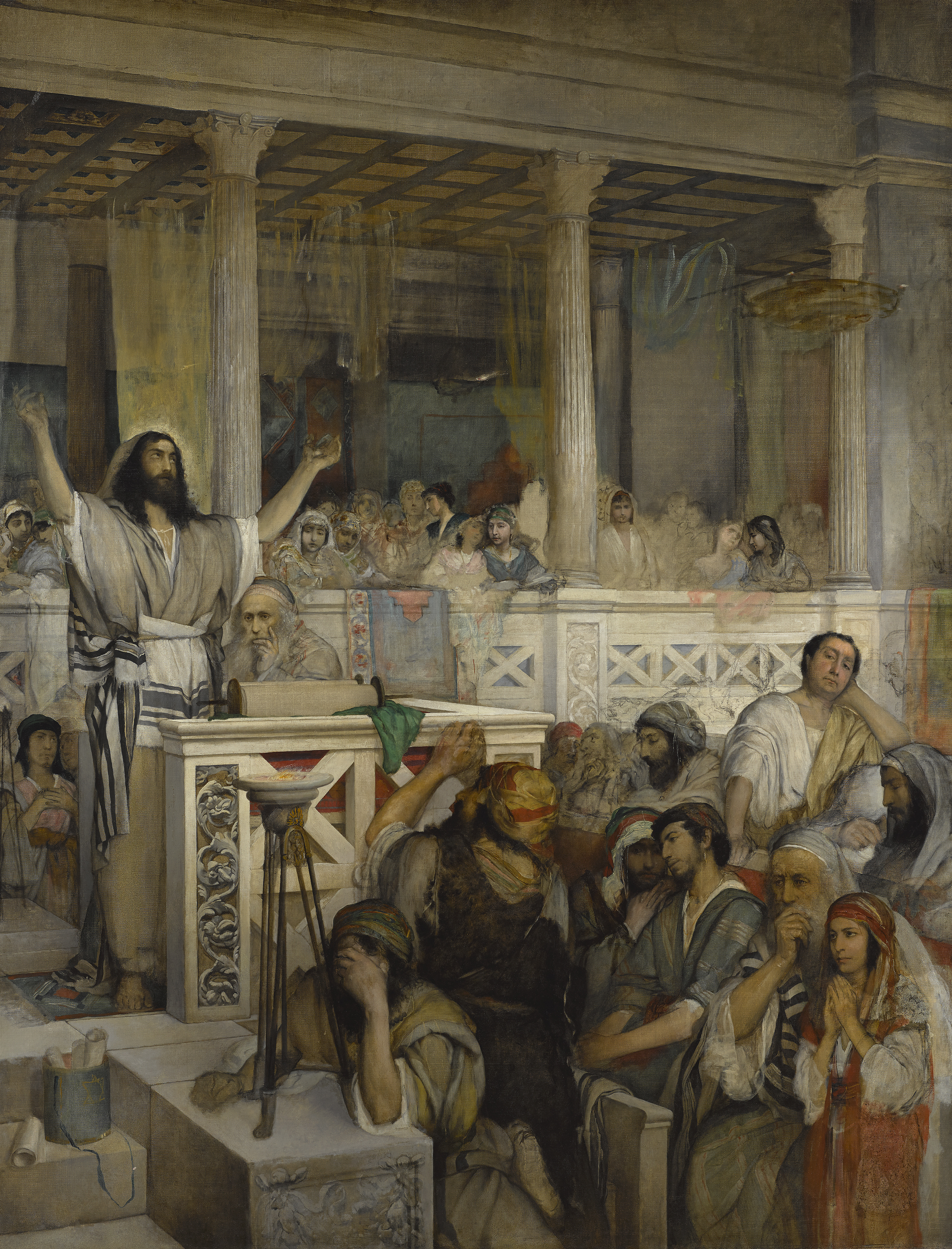
Maurycy Gottlieb, Crist predicant a Cafarnaüm, 1878. Museu Nacional, Varsòvia.
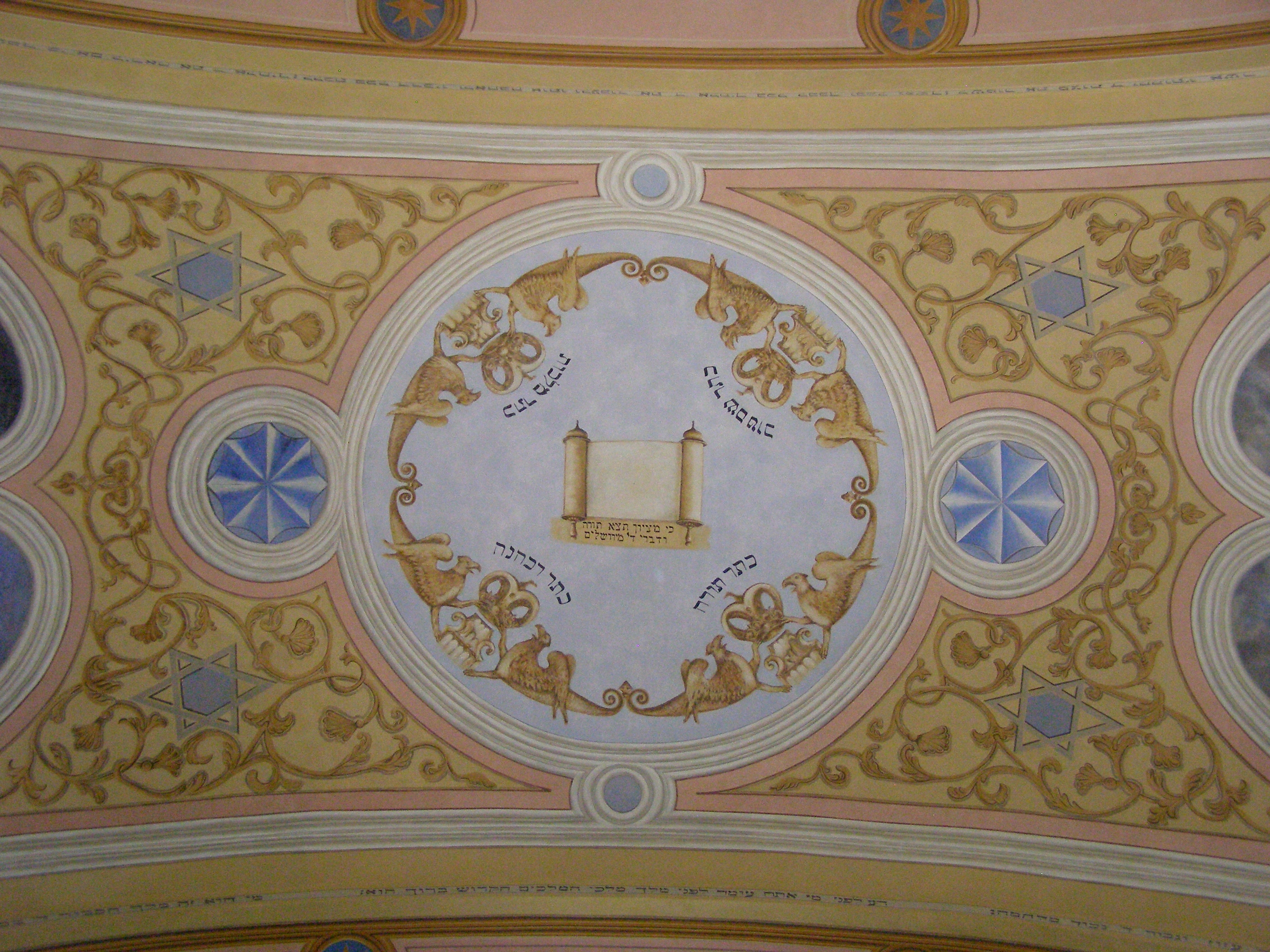
Torà envoltada pels seus quatre corones suportades per petits aixetes ornamentals. Fresc del celobert de la Sinagoga Dabrowa Tarnowska, Polònia
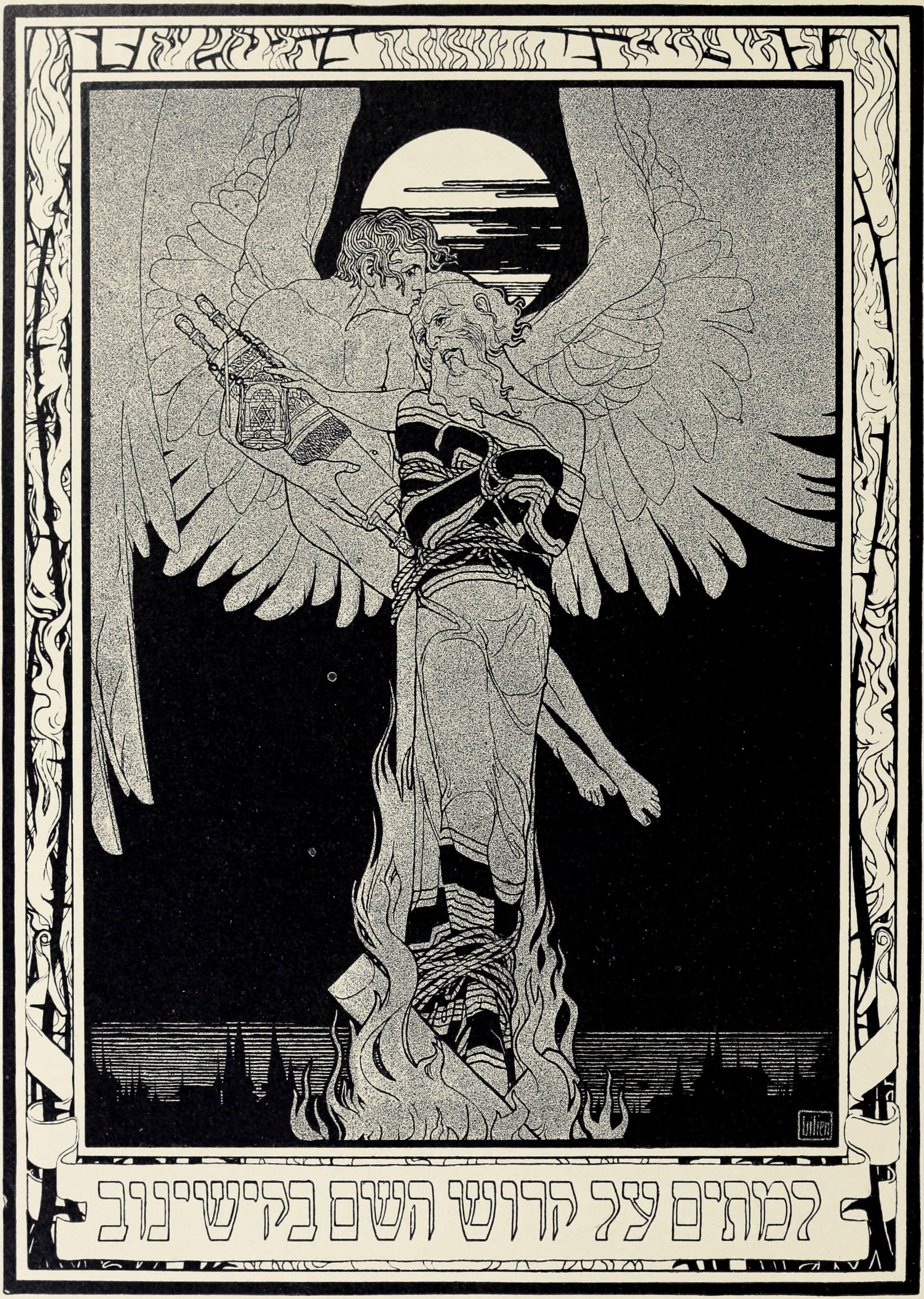
Ephraim Moses Lilien,  Als que van morir santificant el Nom [de Déu] en Kishinev , estampa en memòria dels màrtirs del pogrom de Kixiniov (Chișinău), estampa, 1903.
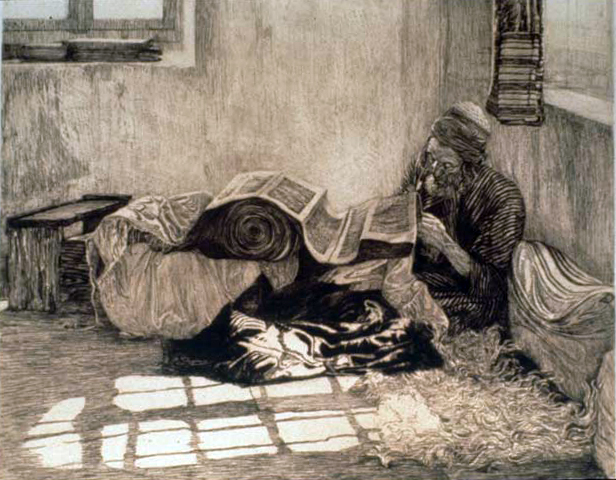
Ephraim Moses Lilien, Sofer cosint els pergamins d'una Torà, gravat, c. 1920-1924.
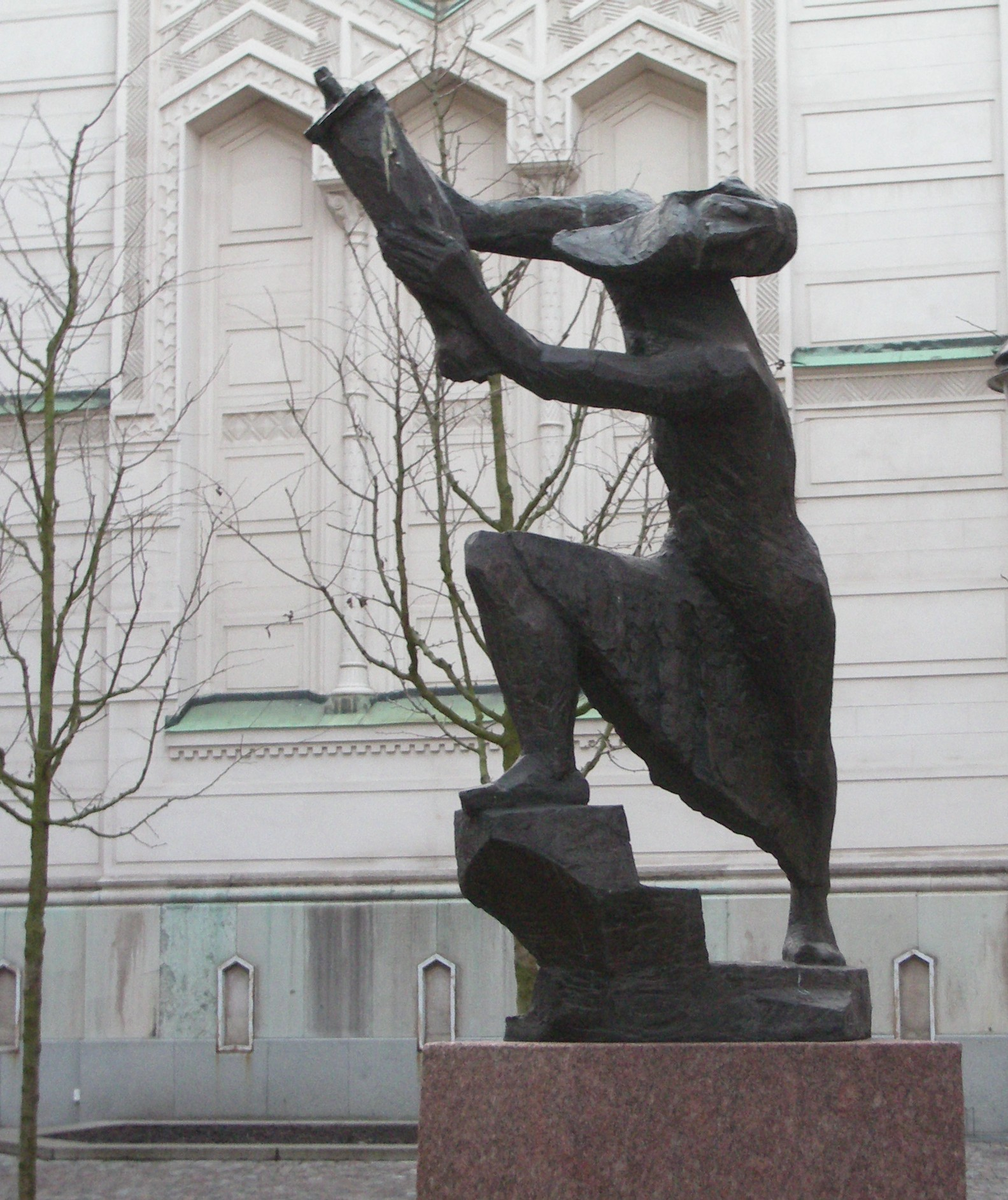
Willy Gordon, El vol amb la Torà, 1945.[32] Escultura al costat de la Sinagoga d'Estocolm.

## Traduccions i versions cristianes de la Torà
Al voltant del segle iii aC, El text del Tanakh es va traduir al grec per a ús de les comunitats jueves que residien a les colònies gregues de la Mediterrània. La versió resultant, coneguda com la Septuaginta, conté importants variacions i addicions pel que fa al text canònic de la versió hebrea. D'acord amb la tradició crítica (vegeu infra), la causa d'això és el fet que la Septuaginta prové d'un cànon textual diferent al que van compilar els masoretes per produir la versió hebrea. Segons la tradició rabínica, però, aquests són afegits posteriors. Tot i ser la versió d'ús comú a l'església del seu dia, i endossada per pares antics incloent-hi Agustí d'Hipona, Jeroni d'Estridó no va utilitzar la Septuaginta per redactar la Vulgata llatina, el text canònic de la religió catòlica, i optà més aviat utilitzar el text hebreu masorètic.
A les comunitats jueves d'Israel i Babilònia, el text del Tanakh es va traduir a l'arameu, l'idioma quotidià dels israelites, per a propòsits d'estudi i comentari. Les versions aramees de la Torà es coneixen com a tàrgumim; el més conegut és el Tàrgum d'Onquelos, escrit en la comunitat de Babilònia, encara utilitzat per a l'estudi i la solució de qüestions d'etimologia. Existeix també un targum jerusalimità (Tárgum de Jerusalem), compilat a Israel. Els tàrgumim contenen nombrosos comentaris i glosses a més de la traducció del text bíblic.

## Intents de datació de la Torà
La datació de la Torà és tema de debat. Es fa difícil de sostenir que el text bíblic de redacció mosaica pugui correspondre amb el segle xiv aC, donades les característiques de l'idioma utilitzat, dels temes tractats i de les situacions històriques que es veuen reflectides en l'escrit. Segons interpretació contemporània, els fragments escrits més antics del text es remuntarien al segle vii aC.
Una teoria que intenta explicar l'origen de la Torà és l'anomenada hipòtesi documental. Sosté que el text actual és el resultat d'una compilació, realitzada a Israel al voltant de l'època d'Esdres, a partir de no menys de quatre fonts diferents, cadascuna de les quals relatava la història completa d'Israel.
Dues de les fonts, els textos jahvista i elohista, provindrien de l'època de la divisió del llegat de Salomó als regnes de Judà i Israel. Una altra, el text sacerdotal, correspondria a una primera compilació realitzada pels escribes del rei Ezequies. Finalment, el Deuteronomi i altres fragments haurien estat redactats pels escribes del rei Josies i per l'escola que va seguir els seus punts de vista teològics durant l'exili i després d'aquest. Després del retorn a Israel, les diferents tradicions haurien estat homogeneïtzades i recopilades pels sacerdots.
La hipòtesi documental es recolza en els trets idiomàtics distintius dels diversos fragments (en particular el nom utilitzat per esmentar Jahvè en el llibre del Gènesi, distinció que desapareix a partir del llibre de l'Èxode), en les repeticions i contradiccions del text, en altres variacions conceptuals i en les relacions amb els mites d'altres religions contemporànies per establir aquesta divisió.
D'una o altra forma, aquesta teoria és acceptada per estudiosos laics i creients, entre ells determinats musulmans. Tanmateix, la hipòtesi documental sempre ha generat acalorat debat, fins al punt de ser rebutjada per creients monoteistes i diferents estudiosos, els quals recorren a altres hipòtesis per explicar la formació tardana del Pentateuc. Dins del marc del judaisme ortodox, la hipòtesi documental és considerada errònia i herètica.